# 폴란드
폴란드 공화국(폴란드어: Rzeczpospolita Polska 제치포스폴리타 폴스카[*], 문화어: 뽈스까)은 중앙유럽에 있는 국가이다. 국토의 면적은 312,696km2이며 16개의 주로 이루어져 있다. 인구는 약 3,850만 명 정도로 유럽 연합 내부에서 5번째로 인구가 많은 국가이기도 하다. 폴란드의 수도이자 최대 도시는 바르샤바이며, 그 외에 크라쿠프, 우치, 브로츠와프, 포즈난, 그단스크, 슈체친 등이 주요 도시이다.

## 지리
폴란드는 영토가 상당히 광대하여 북쪽으로는 발트 해에 이르며, 남쪽으로는 카르파티아산맥에 접하고 있다. 북동쪽으로는 리투아니아와 러시아의 월경지인 칼리닌그라드가 있으며, 동쪽으로는 벨라루스와 우크라이나, 남쪽으로는 슬로바키아와 체코, 서쪽으로는 독일이 자리하고 있다.

## 역사
폴란드에는 몇 천년 전부터 사람이 살기 시작하였으며, 고대 후기에 이르자 수많은 문화권들이 공존하는 지역으로 발전하였다. 그러나 슬라브 계열의 폴인이 점차 우세를 점하였고, 이들이 지역의 주류로 떠오르면서 지역의 이름도 ‘폴란드’라고 불리기 시작하였다. 현 폴란드의 역사는 966년 경, 당시 폴란드 지방이 마침내 기독교를 받아들이고 로마 가톨릭으로 개종했을 때부터 시작한다. 1025년에는 폴란드 왕국이  세워졌으며, 1569년에는 루블린 연합으로 리투아니아와 합병하여 폴란드-리투아니아 연방을 세우며 16세기와 17세기 유럽의 강대국들 중 하나로 군림하였다. 또한 1791년에는 유럽에서 최초로 근대적인 5월 3일 헌법을 제정하기도 했다.
그러나 폴란드-리투아니아 연방도 시간이 흐르자 과거의 영화가 퇴색하기 시작하였으며, 18세기 말에 이르자 인근의 주변국들에 의해 멸망당하고 말았다. 그러던 중 1918년에 베르사유 조약으로 독립을 되찾았으며, 몇몇 영토 분쟁을 거친 뒤에는 유럽 정치의 핵심적인 축을 담당하게 된다. 1939년 9월에는 나치 독일이 폴란드를 침공하면서 제2차 세계대전이 시작되었고, 얼마 지나지 않아 소련이 폴란드를 침공하였다. 이 시기에 300만 명에 달하는 유대인들을 포함하여 600만 명에 달하는 폴란드인들이 사망하였던 것으로 추정된다. 한편 세계대전이 끝난 후, 폴란드는 소련 주도의 동구 공산권에 편입되었으며 새롭게 세워진 폴란드 인민공화국은 바르샤바 조약기구의 주도국으로 참여하며 냉전을 더욱 심화하는 데에 일조하기도 했다. 그러나 1980년대 말부터 공산주의가 균열의 조짐을 보이고, 냉전이 종결되자 결국 공산주의 정권도 무너지며 폴란드는 대통령제 민주 공화국으로 새롭게 탄생하게 된다. 냉전이 종식된 후에는 미국과 서로 긴밀한 관계를 유지하고 있다.

## 경제력
폴란드는 꽤나 발전한 경제를 가지고 있으며, 중앙유럽에서는 지역강국으로 분류된다. 명목 GDP로는 유럽 연합 내에서 6번째로 거대한 경제 규모를 가지고 있으며 PPP로 따질 때에는 5번째로 거대하다. 또한 삶의 질, 치안, 경제적 자유도가 굉장히 높은 축에 속하며, 대학 교육과 공중 의료보험 체제도 EU 기준에 뒤지지 않을 정도로 훌륭한 편이다. 총 16개의 유네스코 세계문화유산을 보유하고 있다. 폴란드는 솅겐 조약에 가입하였으며, UN, NATO, OECD, 비셰그라드 그룹의 일원이기도 하다.

## 국명
국명 ‘폴란드’의 폴란드어식 표기는 'Polska'이다. 이 이름은 6세기 즈음에 오늘날 폴란드의 바르타 강 근처에 정착하여 살아갔던 서슬라브족에 속하는 부족들 중 하나인 ‘폴인(Polanie)'의 땅이라는 뜻을 담고 있다. ’폴‘이라는 단어는 ’들판‘이라는 뜻의 슬라브조어에서 유래한 것이다. 헝가리나 리투아니아, 페르시아, 러시아, 터키 등지에서는 폴란드를 'Lędzianie'라고 부르는데, 이는 현 폴란드 남동부 지방에 거주했던 렌디아인들에서 따온 것이며, 이 부족의 이름도 폴란드 고어로 들판이라는 뜻을 가진 ’레다‘에서 유래된 것이다.

## 역사

### 선사 시대
폴란드에서는 대략 기원전 2400년부터 청동기가 시작되었으며, 기원전 750년 경에는 철기 시대에 접어들었다. 이 시기에는 폴란드 지역에서 루사티아 문화가 발전하였으며, 청동기와 철기에 걸쳐 발전하면서 폴란드 지역에서 번영을 이루었다. 이시기의 가장 유명한 폴란드 유적들 가운데에는 비스쿠핀에 있는 선사시대 유적으로, 대략 기원전 748년 경의 목조 요새 유적이라고 전한다.
고대 시기에 현재 폴란드 지방에는 수많은 고대 부족들이 몰려와 살기 시작하였으며, 기원후 400년에서 500년에 이르자 켈트족, 스키타이족, 게르만족, 사르마티아인, 슬라브인 등이 거주하기 시작하였다. 또한 최근에는 심지어 로마 군단의 기지까지 발견되면서 고대 로마의 문명권 내부에도 속했다는 사실이 밝혀지기도 했다. 아마 이 로마 군단은 호박을 채취하러 나간 로마 상인들을 보호하기 위한 목적으로 파견된 것으로 여겨진다. 당시 이 곳에 살던 슬라브인 등 여러 민족들은 문자 기록을 남기지 않았으며, 현재까지도 그 생활상을 자세히 복원할 수 없다. 한편 폴란드 지방의 민족들은 전체적으로 로마 제국 등 라틴 문명권에 동화되지 않은 채로 살아갔으며, 996년에 미에슈코 1세가 기독교를 받아들이기 전까지는 모두 이교를 믿었다. 이후 폴란드가 기독교로 개종하고 로마 가톨릭이 전래되기는 하였으나, 이교의 영향력은 1000년대까지 지속되었다.

### 피아스트 왕조

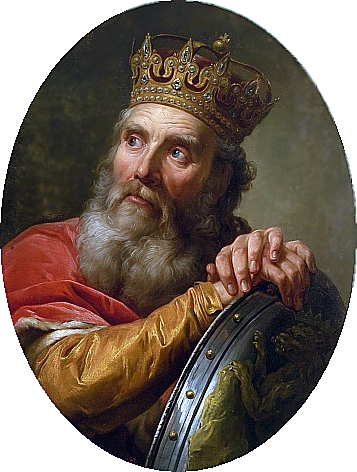
폴란드 역사상 최고의 명군이라 평가받는 카지미에시 3세

폴란드는 10세기 중엽에 이르러서야 피아스트 왕조 하에서 하나의 단일 국가로 발전하기 시작하였다. 역사서에 기록되어 있는 폴란드의 첫 지도자는 미에슈코 1세로, 기독교를 받아들였으며 966년 경에는 폴란드 전체를 개종하여 자신의 권력을 강화하였다. 이후 몇 십년 동안 이교를 믿었던 폴란드인들이 점차 기독교로 개종하였으며, 1000년에는 볼레스와프 1세 흐로브리 국왕이 미에슈코 1세의 정책을 받들어 수도이던 그니에즈노에서 그니에즈노 평의회를 열었으며, 폴란드 각지에 주교좌를 설치하여 기독교 선교 정책을 더욱 강화하였다. 그러나 여전히 이교의 세력은 강성하였으며, 사람들이 기독교에 반발하자 1038년의 카지미에시 1세 오드노비치엘 국왕 시절에는 수도를 그니에즈노에서 크라쿠프로 옮기기까지 하였다.
1109년에 볼레스와프 3세가 훈츠펠드에서 독일의 하인리히 5세를 꺾었으며, 독일이 폴란드로 진출하는 것을 막아내었다. 1138년에는 당시 국왕이던 볼레스와프 3세가 아들들에게 자신들의 땅을 나누어주면서 폴란드는 여러 작은 공작령으로 나뉘었다. 1226년에는 피아스트 가문의 공작들 중 하나였던 콘라트 1세가 튜턴 기사단에게 자신이 프러시아의 이교도들과 싸우는 것을 도와달라고 요청하였으며, 튜턴 기사단은 이교도들을 정벌한 이후에도 돌아가지 않고 여전히 폴란드 지방에 머물렀다.  1264년에는 유대인들을 위한 법령을 반포하였고, 유대계 민족을 위하여 막대한 자치권을 허락해주면서 거의 ‘나라 안의 나라’라고 불릴 정도였다.
13세기 중반에 피아스트 왕가의 헨리크 1세와 헨리크 2세를 거치면서 조각조각 나뉘어 있었던 폴란드가 하나로 통합되기 시작하였으나, 동쪽에서 몽골 제국이 쳐들어오고 레그니차 전투에서 헨리크 2세가 전사하며 통일 폴란드의 시도는 막을 내렸다. 1320년에는 여러 공작들이 난립하던 와중에, 드디어 브와디스와프 1세가 폴란드를 통일하는 데에 성공하였다. 브와디스와프 1세는 왕위를 그의 아들인 카지미에시 3세에게 물려주었다. 카지미에시 3세는 국가의 인프라를 정비하고, 유대인들에게 높은 수준의 자치를 허락하였으며 법전을 세우고 교육에 힘을 쏟는 등 수많은 문화 진흥 정책을 펼쳤고, 이로 인하여 폴란드 역사상 최고의 군주라는 찬사를 받았다. 한편 카지미에시 3세는 지속적으로 고등교육기관을 폴란드 내에 세우기 위한 노력을 아끼지 않았으며, 결국 교황 우르바노 5세가 크라쿠프 대학의 설립을 인가하면서 폴란드의 문화는 한층 더 발전하게 된다.
카지미에시 3세는 그의 아버지와 그가 폴란드를 통일하는 과정에서 군사적 지원을 해준 귀족들에게 막대한 이권을 주었으며, 귀족들을 위한 법전을 제정하였으며 아예 귀족들의 법적 지위를 국법에 못박았다. 이후 카지미에시 3세가 1370년에 남자 후계자를 남기지 못하고 사망하자, 피아스트 왕조도 끝난다.
13세기와 14세기 동안 수많은 독일계, 덴마크계, 스코틀랜드계 이민자들이 폴란드로 이주해왔다. 또한 카지미에시 3세 재위기에 폴란드에서 유난히 친유대 정책을 펼쳤기에, 유럽에서 탄압받던 유대인들과 아르메니아인 등도 폴란드로 많이 이주했다. 한편 1347년부터 1351년까지 유럽 전역을 휩쓸었던 흑사병은 폴란드에 큰 피해를 미치지는 않았는데, 이는 폴란드의 카지미에시 3세가 전염병 발발 소식을 듣고 국경을 봉쇄하도록 명하였기 때문이라고 한다.

### 야기에우워 왕조
피아스트 왕조의 마지막 군주였던 카지미에시 3세는 적자를 남기지 못했고, 폴란드의 왕위는 헝가리 국왕이 계승했다. 그러나 폴란드의 영주들이 헝가리와의 공동 통치 상태를 꺼렸고, 이로 인하여 헝가리 국왕이 1383년에 죽은 이후에는 앙주 왕가의 야드비가가 폴란드 왕위를 계승하였고, 1386년에는 리투아니아 대공국의 요가일라가 야드비가와 결혼하여 브와디스와프 2세 야기에우워로 즉위하면서 야기에우워 왕조가 본격적으로 시작하게 된다.  야기에우워 왕조는 중세 말부터 현대 초까지 폴란드를 통치하며 근현대 폴란드의 기틀을 잡은 왕조로, 폴란드-리투아니아 연방을 결성하여 1368년에 결성된 이후 약 400여 년 동안 폴란드와 리투아니아 등지를 포함한 폴란드 역사상 최대의 영토를 다스리게 된다.
당시 폴란드와 인접한 발트 해 유역에는 콘라트 1세가 이교도 정복을 위해 도움을 청한 이래 머물러 살고 있던 튜턴 기사단이 권력을 장악하고 있었다. 폴란드와 리투아니아는 세력을 확장하기 위해 이들과 전쟁을 벌이기 시작했고, 1410년의 그룬발트 전투에서 폴란드와 리투아니아 연합군이 수적 우세를 바탕으로 튜턴 기사단에게 승리를 거두면서 튜턴 기사단에게 압도적 우세를 점했다. 이후 13년 전쟁을 치른 후, 드디어 카지미에시 4세가 튜턴 기사단을 완전히 정복하면서 튜턴 기사단은 폴란드-리투아니아 동군연합에 복속되게 된다. 야그에우워 왕조는 보헤미아와 헝가리 유역에도 그 손을 뻗쳤으며, 남쪽으로는 오스만 제국과 대치하며 수없이 많은 전쟁을 치렀다. 동쪽으로는 리투아니아가 모스크바 대공국과 전쟁을 벌였다.
당시 폴란드는 점차 농경에 기반을 한 봉건제 국가로 발전하고 있었다. 귀족이 대토지를 소유하며 그 권력이 대단히 강했으며, 나중에는 ‘니힐 노비’를 제정하여 대부분의 입법권을 국왕에게서 귀족 세력으로 가져오는 데에 성공하였으며 국정은 점차 대귀족들이 장악하였다. 이 시기를 귀족들의 황금시기였다고 하여 ‘황금빛 자유’라고 부르기도 한다. 한편 이 시기에 유럽에서 대대적으로 일어난 종교 개혁 시기에 폴란드는 타 유럽 국가들과는 달리 종교적 관용 정책을 추구했는데, 이로 인하여 16세기 전반에 유럽을 휩쓸었던 종교 관련 갈등에서 피해갈 수 있었다.
이탈리아에서 발원한 르네상스도 점차 폴란드에게 영향을 끼쳤는데, 지그문트 1세와 지그문트 2세 재위기인 야그에우워 왕조 후기에 대대적인 계몽 운동이 일어났으며, 폴란드의 문화적 황금기를 맞았다. 1543년에는 니콜라우스 코페르니쿠스가 태양중심설을 주창한 책이자 현대 천문학의 기틀을 놓은 천구의 회전에 관하여를 발표하였으며, 또한 유명한 고전시인인 얀 코하노프스키도 이 때 활동하였다.

### 폴란드-리투아니아

1635년 경 폴란드-리투아니아의 영토

폴란드-리투아니아 동군연합은 튜턴 기사단 정복 이후 세력을 크게 불려나갔다. 1569년의 루블린 연합으로 선거군주제를 기반으로 한 거대한 국가인 폴란드-리투아니아를 만들었다. 폴란드-리투아니아는 주로 귀족층들에 의하여 통치되던 나라로, 귀족 중심의 의회가 국왕을 제치고 대부분의 권력을 차지하였다. 한편 1573년에는 폴란드 귀족과 평민 모두에게 종교의 자유가 허락되었으나, 농노의 경우에는 여전히 귀족들의 탄압에 시달렸으며 각종 제재도 굉장히 많았다. 폴란드-리투아니아가 성립된 이후, 폴란드에는 번영의 시대가 찾아왔으며, 폴란드-리투아니아는 유럽의 핵심 강대국들 중 하나로 떠오르며 그 문화의 꽃을 피웠다. 폴란드-리투아니아는 중동부 유럽에서 거의 백만 제곱킬로미터에 달하는 영토를 차지하였으며, 광대한 영토를 기반으로 리투아니아, 라트비아, 우크라이나, 벨라루스, 러시아 서부 등지에 유럽 문화를 전파하였다.
폴란드-리투아니아는 16세기와 17세기 동안 지그문트 3세와 브와디스와프 4세의 재위기에 러시아, 스웨덴, 오스만 제국 등 강대국들과 전쟁을 벌였으며, 여러 차례 코사크인들의 반란도 겪었다. 폴란드 군대가 클루시노 전투에서 러시아를 꺾고 모스크바까지 점령하는 데에 성공하였으며, 1611년에는 러시아 차르가 폴란드 국왕에게 조공을 바치기까지 하였다. 데울리노 조약을 체결한 직후, 1620년대의 폴란드 영토는 거의 백만 제곱 킬로미터에 달했다.
17세기 중반 동안 폴란드-리투아니아의 기본 정치 체제였던 귀족 과두정이 점차 균열을 일으켰다. 부정부패와 음모가 들끓었으며, 귀족 세력들은 서로에 대한 견제에만 몰두하며 정작 국가의 권력은 약해져만 갔다. 1648년에 코사크인들의 반란이 일어나 우크라이나를 러시아의 차르에게 잃었으며, 얼마 지나지 않아 스웨덴인들이 쳐들어와 폴란드의 중심부를 관통하고 수많은 사람들을 죽였다. 이후 17세기 동안 폴란드-리투아니아의 하락세는 가속화하였고, 100여 년 동안 전체 1,100만 명의 인구 가운데 400만 명의 사람들이 기아나 전쟁으로 사망하였다. 다만 얀 3세의 재위기에 잠시 군사력을 다시 회복하였으며, 1683년에는 빈 포위전에서 오스만 제국을 상대로 무공을 자랑하기도 했다.
그러나 얀 3세의 사후, 폴란드-리투아니아의 황금기는 마침내 완전히 끝났으며 폴란드는 지속적인 전쟁과 경제 파탄으로 신음하기 시작한다. 폴란드-리투아니아는 쇠락세로 접어들었으며, 수많은 반란이 일어나며 중앙 정부는 지방을 제대로 통제할 수 없는 상태로 전락하였다. 귀족들은 자신들의 파벌을 만들어 싸웠고, 베틴 가문의 유약한 아우구스트 2세와 아우구스트 3세가 연달아 재위하며 국왕의 권력은 갈수록 약해졌다. 또한 러시아와 프러시아가 대북방전쟁 이후 급격히 성장하며 폴란드-리투아니아는 상대적으로 더욱 약해졌다.
18세기 후반에 폴란드-리투아니아는 대대적인 내부 개혁에 착수하였고, 이후 경제가 상당히 회복되고 인구가 늘어나며 교육의 질도 많이 개선하는 데에 성공하였다. 또한 당시 수도였던 바르샤바가 역사적으로 폴란드 1의 항구도시였던 그단스크의 경제력을 능가하면서 상업의 중심지로 떠올랐고, 도시화가 진행되어 인구가 몰리는 현상이 일어났다.

### 폴란드 분할

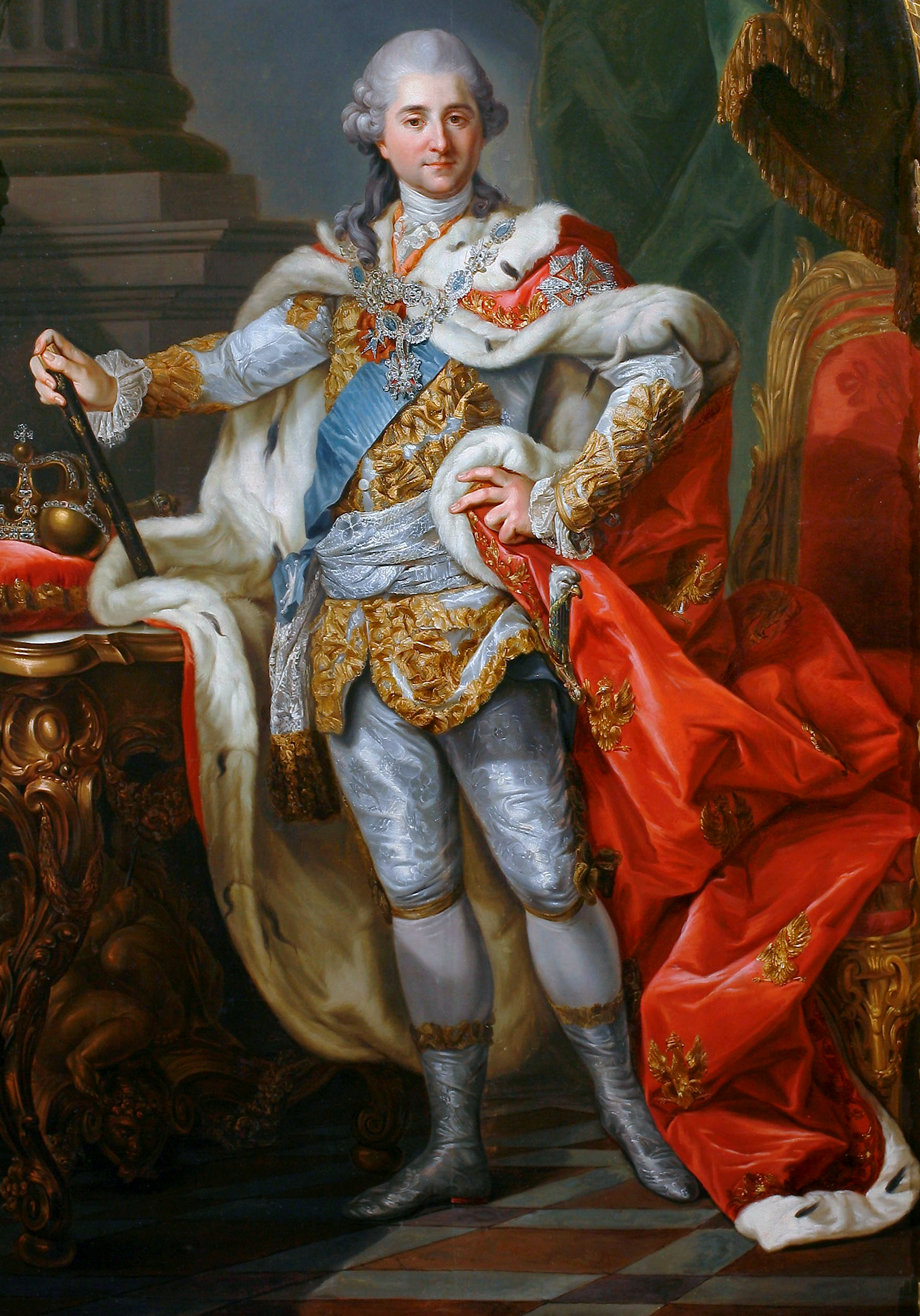
폴란드 최후의 국왕인 스타니스와프 2세 아우구스트 포니아토프스키

1764년에 치러진 폴란드 국왕 선거에서, 스타니스와프 아우구스트 포니아토프스키가 폴란드-리투아니아의 국왕으로 선출되었다. 스타니스와프 국왕은 입헌군주제에 대한 이해가 있는 인물이었으며, 근대적 개혁에도 의지가 있는 국왕이었다. 그러나 그는 한때 러시아의 예카테리나 대제의 정치적 동맹들 중 하나였으며, 러시아와의 정치적 관계를 계속 유지하고자 하였다. 국왕이 러시아와의 관계에서 유화적인 자세를 보이자, 1768년에 바르 동맹이 결성되어 폴란드-리투아니아를 러시아로부터 지켜내고 귀족들의 특권들을 보호한다는 명분으로 폴란드 국왕과 러시아를 몰아내고자 하는 반란이 일어났다. 그러나 이같은 개혁 시도로 위기감을 느낀 외세가 폴란드 내부로 밀고 들어왔고, 1772년에 프러시아, 러시아, 오스트리아가 1차 폴란드 분할을 주도하였다. 이 사건으로 폴란드는 영토의 30%를 빼앗겼으며, 인구의 3분의 1이 넘는 국민들이 폴란드 국적을 빼앗겼다. 1773년에는 폴란드 국왕이 유럽의 첫 정부 교육 정책인 국가교육조서를 반포하였으며, 1783년에는 어린아이들에 대한 학대가 전면 금지되었다.
스타니스와프 국왕은 1788년 8월에 의회를 개회하였으며, 유럽 최초의 근대 헌법인 5월 3일 헌법을 채택하는 데에 성공하였다. 그러나 이 헌법이 담고 있던 혁명적 내용들과, 귀족들의 특권을 제한하는 내용에 경계심을 가진 폴란드 내의 귀족 세력들과 폴란드-리투아니아가 다시 강해지는 것을 우려한 러시아의 예카테리나 2세는 아예 폴란드-리투아니아 연방을 완전히 해체시켜버리기로 결심하였다. 얼마 지나지 않아 폴란드 귀족들이 자신들의 이권을 지키기 위하여 러시아에 도움을 청했고, 1792년 5월에는 러시아 군대가 폴란드 국경 내부로 쳐들어오며 폴란드-러시아 전쟁이 터졌다.
폴란드는 러시아군을 상대로 방어전을 펼쳤으나, 패색이 짙어지고 국왕이 주화론자들에게 설득당하면서 얼마 지나지 않아 전쟁이 끝났다. 친러 성향의 귀족들이 정부를 장악하였으며, 폴란드의 재건을 두려워한 프러시아와 러시아는 결국 2차 폴란드 분할을 통하여 거의 대부분의 폴란드 영토를 빼앗아 갔으며 반속국 상태로 만들어버렸다. 또한 1795년에 타데우시 코시치우슈코의 반러시아 성향의 봉기가 실패로 돌아가자, 러시아는 이를 빌미로 폴란드를 완전히 멸망시키기로 작정하였으며 프로이센, 러시아, 오스트리아는 폴란드를 마지막으로 3차 분할하여 지도에서 폴란드 자체를 지워버렸다.

### 반란기
폴란드가 외세에게 완전히 멸망당하고 난 이후, 18세기 말과 19세기 초에 폴란드에서는 수많은 반란이 일어났다. 1794년에는 폴란드의 독립을 지키기 위한 실패한 봉기였던 타데우시 코시치우슈코 장군의 반란이 일어났다. 당시 봉기를 이끌었던 코시치우슈코 장군은 미국 독립전쟁에서 조지 워싱턴 장군 하에서 싸우기도 했으며, 대중적으로 인기도 많았으며 군재도 있었다. 그러나 이조차도 러시아를 상대로는 역부족이었으며, 그마저 러시아 군대에게 진압당하자 폴란드는 이후 123년 동안 외세에게 지배당하게 된다.
1807년에는 프랑스의 나폴레옹 보나파르트가 일시적으로 바르샤바 공국을 만들어 폴란드인들의 국가를 다시 세웠다. 그러나 나폴레옹 전쟁에서 프랑스가 패전하자, 폴란드는 1815년의 빈 회의에서 다시 승전국들에게 찢겨 나갔다. 동부 지역은 러시아의 차르가 폴란드 입헌왕국이라는 이름으로 다스렸으며, 이 곳에는 그나마 자유주의적인 헌법이 있었다. 그러나 시간이 흐르자 차르는 점차 시민권을 탄압하였으며, ‘폴란드’라는 이름 빼고는 거의 합병과 동일한 정책을 펼치며 폴란드 독립운동을 막았다. 한편 프러시아는 차지한 폴란드 영토에 대대적인 독일화 정책을 펼쳤다. 또한 합스부르크 가문이 통치하던 오스트리아령 폴란드는 상대적으로 탄압이 덜해서, 특히 크라쿠프 자유시 등에서 폴란드 문화가 흥성했다.
외세 통치기 동안 폴란드인들에 대한 동화 작업과 탄압이 수없이 가해지자, 점차 지하에서 여러 봉기들이 조직되어 프러시아, 러시아, 오스트리아에 대한 반란이 일어났다. 1830년에는 바르샤바에서 사관생도들의 주도로 11월 봉기가 일어나 시민들의 지지를 얻어 대대적인 반란을 일으켰고, 러시아군을 바르샤바에서 쫒아내 북쪽으로 일시 후퇴하게 만들기도 했다. 이후 약 7개월 동안 폴란드 반란군은 러시아 군대를 몰아내는 데에 성공하였으나, 프랑스나 미국과 같은 전통적 우방들이 협조를 거부하고 프러시아와 오스트리아도 자국령 내에서의 반란을 우려하여 자신들의 영토를 통한 물자 수송을 거부하면서 그 힘이 약화되었다. 결국 폴란드인들은 봉기 실패를 받아들였으며, 러시아에게 항복하고야 말았다. 봉기가 진압되자 폴란드 입헌왕국의 헌법마저도 사라졌으며, 러시아 제국에게 합병되는 수순을 밟았다. 유럽에서 동시다발적으로 반란이 일어났던 시대인 1848년 혁명에서 폴란드인들도 봉기를 일으켰으며, 프러시아에 대항하여 전투를 벌였다. 초기에는 단순한 시민 불복종 운동이었으나, 이후 프러시아가 군대를 파견하는 등 사태가 격화하며 무력 투쟁으로 바뀐 것이다. 결과적으로는 혁명은 실패하였으며, 프러시아령 폴란드였던 포센 대공국이 완전히 프러시아에 병합되었다.
1863년에는 또다시 봉기가 일어나 러시아에 대항하였다. 젊은 폴란드인들이 러시아 군대의 징집령에 반발하여 1월 봉기를 일으켰던 것이다. 그러나 폴란드 정치인들과 군 장교들의 도움에도 불구하고 이들은 너무나 수적 열세였으며, 외국의 도움도 받지 못했다. 그들은 어쩔 수 없이 게릴라전으로 맞설 수 밖에 없었으며, 주요 전투에서 승리한 적은 거의 없었다. 러시아를 상대로 한 무력 저항이 여러 차례 무력화되는 것을 지켜본 폴란드 시민들은 결국 무력 저항을 포기하고 경제적, 문화적 자강 운동을 펼치는 쪽으로 선회하였다. 이후 폴란드 입헌왕국은 19세기 말에 급격히 산업화의 길을 걸었고, 러시아 제국 내에서도 가장 부유하고 발전한 지역으로 떠올랐다.
비록 폴란드가 이 시기에 외세에 지배당하면서 정치적 탄압을 받기는 했으나, 경제적으로는 대대적인 산업화와 현대화가 일어났던 시기이기도 하다. 프러시아, 러시아, 오스트리아는 이 지역에 대대적 경제 재건 정책을 펼쳤고, 특히 실레시아, 동 포메라니아 등지에서 공업의 발달이 활발하게 이루어졌다. 나중에 폴란드 제2공화국이 세워졌을 때에도 이 지역들이 공화국의 최고로 발달된 지역이었다고 한다.

### 폴란드 제2공화국
제1차 세계대전이 발발하고, 그 전쟁에서 프러시아와 오스트리아-헝가리 제국이 패망하자 승전국들은 당시 미 대통령 우드로 윌슨의 민족자결주의 원칙을 따라 폴란드가 다시 세워져야 한다는 것에 동의하였다. 당시 2백만 명의 폴란드인 병사들이 각기 그들을 지배하고 있던 국가들을 위하여 싸웠으며, 이들 중 45만 명이 사망하였다고 전해진다. 1918년 11월에 독일과 평화협정이 맺어지면서 연합국 세력이 완전한 항복을 받아낸 지 얼마 되지 않아 마침내 폴란드가 독립을 얻어내었으며, 이 시기의 폴란드를 폴란드 제2공화국이라고 칭한다. 그러나 당시 러시아 소비에트 등을 포함한 일부 국가들은 폴란드 독립을 인정하지 않았으며, 다시 폴란드를 재점거하려 들었는데, 이로 인해 일어난 소비에트-폴란드 전쟁의 바르샤바 전투에서 폴란드 군대가 소비에트의 붉은 군대를 상대로 대승을 거두면서 소비에트로부터 독립을 유지할 수 있었다. 이 바르샤바 전투의 영향력은 상당히 컸는데, 이 전투로 인하여 공산주의가 유럽 쪽으로 침투하는 것을 잠시나마 막아낼 수 있었으며, 그 충격으로 블라디미르 레닌조차도 공산주의의 세계화에 대하여 재고하게 만들 정도였다.
폴란드는 독립 이후 3국으로부터 돌려받은 영토들을 다시 하나로 융합하게 하는 데에 전력을 쏟았으며, 이전의 철도들을 제거하고 다시 바르샤바를 중심으로 한 전국적 철도망이 깔렸으며 국제무역을 장려하여 국력을 신장하는 데에 온 힘을 들였다.
1차 세계대전 동안 3국은 폴란드 내부에서 소요를 방지하고 군기를 잡기 위하여 대대적인 탄압을 하였는데, 이후 세계대전이 끝나자 마침내 100여 년 만에 독립을 찾게 되면서 정치적인 대격변이 일어나게 되었다. 폴란드가 독립되고 난 직후, 수많은 해외 폴란드 독립운동가들이 돌아왔는데, 가장 대표적으로 이그나치 얀 파데레프스키가 고국으로 돌아와 총리가 되었으며, 그 외에도 수많은 해외 인사들로 구성된 새로운 폴란드 정부가 수립되었다. 그러나 1922년에 막 취임한 가브리엘 나루토비치 초대 대통령이 극우 민족주의자에게 살해당하는 일이 발생하면서 폴란드 정계는 극도의 혼란에 휩싸이게 된다.
1926년에는 폴란드의 독립을 이끈 군사영웅이었던 유제프 피우수트스키가 5월 쿠데타를 일으키면서 폴란드 정계의 혼란이 일단 가라앉게 된다. 피우스트스키는 극우, 극좌 세력들의 활동을 법적으로 금지하였으며, ‘치유’ 정책을 펼치며 정치적 중도 세력들을 확장해나갔다. 그러나 1935년에 피우수트스키 총통이 사망하자, 다시 극단 세력들이 준동하기 시작하였으며 1930년대 후반에 이르자 국내에서 공산주의, 극우 정당들이 판을 치면서 국가의 존립 자체가 위태로운 상황으로 전락하고야 말았다.

### 제2차 세계대전
1939년 9월 1일에 나치 독일이 폴란드를 침공하자 제2차 세계대전이 시작되었다. 얼마 지나지 않은 9월 17일에는 소련이 폴란드를 침공하였다. 9월 28일에는 바르샤바가 함락되었으며, 독-소 불가침 조약에서 나치 독일과 소련이 폴란드를 서로 나누어 가지기로 합의한 것에 따라 폴란드는 2개로 나뉘어 각각 독일과 소련의 지배를 받게 된다. 1939년과 1941년 사이에 소련은 폴란드에 극심한 탄압을 가하면서 통제 정책을 펼쳤으며, 바르바로사 작전 이전에는 카틴 학살 등을 포함하여 조직적으로 수많은 폴란드인들을 숙청하며 공포 정치를 펴갔다. 독일도 폴란드를 혹독하게 탄압했다.
폴란드를 점령한 나치스 독일이 폴란드를 혹독하게 탄압하자 폴란드인들은 지하에서 활동하며 연합국 세력에게 정보를 빼돌렸고, 나중에는 독일군의 에니그마를 해독하는 데에도 지대한 공헌을 하였다. 폴란드 망명정부는 유럽에서 4번째로 거대한 규모의 병력을 세계대전에 투입하였으며, 폴란드인들은 서부 전선에서는 폴란드 망명정부의 지휘를, 동부 전선에서는 소련의 지휘를 받으며 전쟁에 참여하였다. 서부권에서는 북아프리카 원정과 노르망디 상륙 작전에서도 주요한 역할을 하였으며, 동부권에서는 바르샤바와 베를린 점령에도 기여하였다고 한다.
전쟁 내내 폴란드 국내에서도 수많은 반나치 무장단체들이 등장하여 독일군과 전투를 벌였는데, 대표적인 3대 저항단체들 가운데에 하나로 꼽히는 폴란드 국내군이 있었는데 세력이 가장 클 때에는 수십만 명의 병사들을 동원할 역량을 갖추었다. 최종적인 목표는 폴란드 망명정부를 다시 국내로 데려오는 것이었으며, 보통의 경우에는 공산주의를 배격하는 성향이었다. 1944년 8월에는 소련이 바르샤바로 진격하기 직전에 바르샤바 봉기를 일으켜 자주적인 폴란드 독립을 이루려 하기도 하였다.
아돌프 히틀러의 나치 독일은 폴란드 점령지에 6개의 절멸수용소를 지었으며, 가장 대표적으로 트레블링카, 아우슈비츠, 마즈다네크 집단 수용소들이 있었다. 나치는 전 유럽에서 수 백만명의 유대인들을 실어와 이 집단 수용소에서 가스로 살해하는 만행을 저질렀다고 알려져 있다. 이 시기에 폴란드 유대인의 90%에 달하는 300만 명의 유대인들이 사망하였으며, 180만 명에서 280만 명에 달하는 폴란드인들이 독일군에 의하여 죽음을 당했다. 이들 중 10만 명 정도는 교수, 변호사, 의사, 귀족 등 전통적인 폴란드의 엘리트 계층이었다. 바르샤바 봉기 동안에만 15만 명에 달하는 폴란드인들이 살해당했으며, 1939년과 1941년 사이에는 15만 명에 달하는 폴란드인들이 소련에 의하여 점령된 구역에서 비참하게 살해당했다. 또한 1943년과 1944년 사이에는 약 10만 명 정도가 볼히니아 지방에서 우크라이나 자치군(UPA)에 의하여 살해당했다는 기록도 있다. 폴란드는 세계대전 동안 600만 명에 달하는 전체 인구의 6분의 1 이상을 잃으며 가장 높은 비율의 인구 피해를 본 국가가 되었으며, 이들 중 절반이 전통적 폴란드 부유계급이었던 유대인들이었다.
1945년에는 폴란드의 국경이 서쪽으로 대거 후퇴하였다. 소련은 자신이 점령한 영토를 폴란드에게 돌려주지 않고 자국령으로 편입하였으며, 이로 인하여 폴란드의 영토는 거의 20% 가까이 축소되었다. 이로 인하여 수많은 폴란드인, 독일인, 우크라이나인, 유대인들이 고향을 떠나 이주해야만 했다. 한편 소련이 붕괴한 이후에도 이 영토는 다시 폴란드에게 돌아가지 않았으며, 대신 벨라루스, 우크라이나, 리투아니아의 영토가 되었다. 한편 폴란드와 독일 사이에는 오데르-나이세선이라고 하는 새로운 국경선이 확립되고 이 국경선을 통하여 이전의 독일 영토가 대거 폴란드에 편입되면서 폴란드 자체가 서쪽으로 옮겨갔던 것이다.

### 폴란드 인민공화국
전후 처리를 위하여 승전국들이 개최한 얄타 회담에서는 이오시프 스탈린의 강력한 주장으로 인하여 결국 모스크바에 본부를 둔 공산주의 폴란드 임시정부의 수립이 승인되었다. 이는 누가 보아도 런던에 자리하던 폴란드 망명정부를 인정하지 않겠다는 뜻이었으며, 이 행동을 폴란드에 대한 배신으로 받아들인 수많은 폴란드인들은 당연히 분노하지 않을 수 없었다. 한편 1944년에는 스탈린이 처칠 총리와 루스벨트 대통령에게 소련이 폴란드의 독립을 유지할 것이며, 민주적인 선거를 시행할 것이라고 약속하며 폴란드의 속국화에 대한 의심을 풀라고 요청하였다. 그러나 1945년에 공산당 감시 하에서 치러진 부정선거에서 승리하며 폴란드의 권력을 틀어쥔 직후, 결국 소련과 공산당은 폴란드 자치를 부정하기 시작하였고 점차 내정 간섭에 본격적으로 나섰다. 소련은 폴란드에 새로운 공산정부를 구성하였으며, 인근의 공산 정권들과 합쳐 동구권의 핵심 구성원으로 만들어버렸다. 이후 1940년대에 소련은 심지어 대독 전쟁에서 싸운 독립 영웅들까지 탄압하며 극심한 스탈린주의식 탄압 정책을 펼치며 국민들의 인심을 잃었고, 1950년대까지는 수많은 유혈 시위들도 일어났다.
새롭게 세워진 폴란드 공산정권은 국민들의 극심한 반대에도 불구하고 소련이 전쟁 도중 점령한 폴란드의 동부 영토를 편입하는 것을 허가하였으며, 붉은 군대가 폴란드 내부에 영구 주둔하는 것을 허락하였다. 또한 수도인 바르샤바에서 조인된 바르샤바 조약으로 인하여 냉전이 극도로 심화하게 되면서 폴란드의 정치적 지위도 급격히 달라졌고, 폴란드는 서구권 국가들과는 급격히 멀어졌으며 반면 같은 공산주의 체제였던 동구권 국가들과는 급속도로 가까워졌다.
새로운 공산정부는 1946년 2월에 소헌법을 채택하였고, 1952년에는 폴란드 인민공화국의 수립이 정식으로 선포되었다. 1956년에는 소련을 등에 업고 대대적인 탄압을 펼쳤던 볼레스와프 비에루트 대통령이 사망한 이후에 브와디스와프 고무우카 대통령이 집권하였다. 고무우카 대통령은 비에루트 대통령에 비하여 상대적으로 자유적인 정책을 펼쳤으며, 정치범을 석방하는 등 일부 검열을 완화하기도 하였다. 한편 폴란드 인민공화국은 존속하던 기간 거의 내내 반공주의자들을 탄압하는 정책을 대대적으로 펼쳤는데, 그럼에도 불구하고 동구권에서는 상대적으로 자유로운 국가로 여겨졌다.
1980년대에 갈수록 경제가 악화되고 사회가 불안정해지자, 폴란드 내부에서 점차 반정부적인 분위기가 강해졌다. 얼마 지나지 않아 독립자치노동조합 '연대‘가 설립되었으며, 점차 반정부 성향을 띠며 정부와 대척점에 서있는 정치 세력으로 떠올랐다. 연대는 1980년대의 탄압과 계엄령 선포에도 불구하고 끝까지 활동하였고, 나중에는 폴란드 공산주의자들이 만든 정당인 폴란드 연합노동자당을 꺾고 1989년의 부분적 자유선거에서 대대적인 승리를 거두기도 했다. 연대의 대통령 후보이자 당 지도자였던 레흐 바웬사는 결국 1990년의 대선에서 승리하였으며, 폴란드 공산당의 해체는 동구권에서의 공산주의 봉괴를 촉진하는 계기가 되었다.

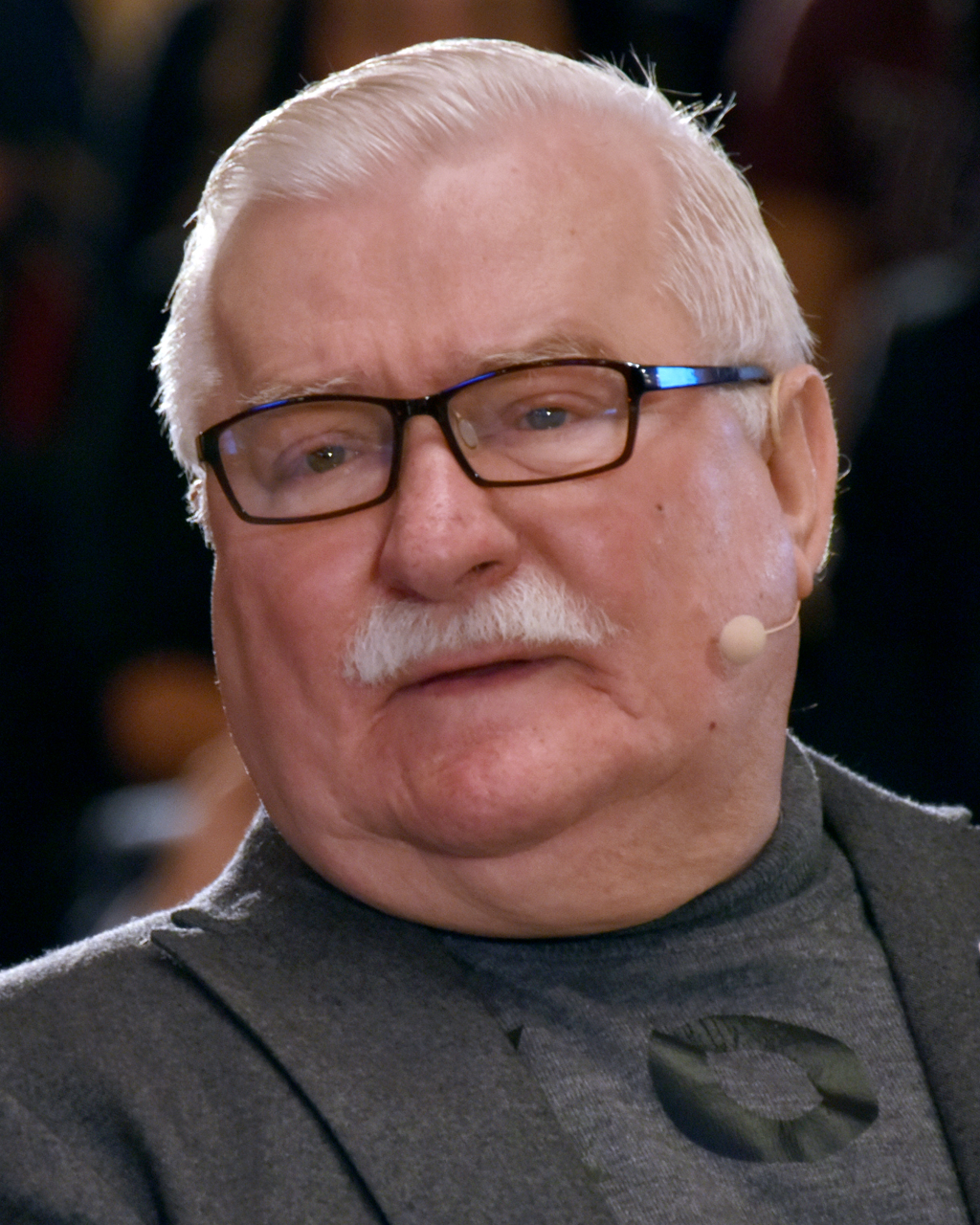
레흐 바웬사 폴란드 전 대통령

### 자유화 이후
1990년대 초에는 레셰크 발체로비치 재정부 장관이 대대적인 충격 요법을 통하여 사회주의식 계획경제를 시장경제로 전환하는 데에 성공하였다. 그럼에도 불구하고 폴란드 역시 타 구 공산권 국가들과 비슷하게 사회적, 경제적 혼란을 겪을 수 밖에 없었다. 다만 1995년에는 경제가 굉장히 빠른 속도로 회복하면서 1989년 이전의 GDP를 회복한 첫 구 공산권 국가로 떠오르기도 했다. 공산주의 정권의 붕괴 이후 폴란드에서는 발언의 자유, 인터넷의 자유, 시민권, 정치권 등이 크게 신장하였으며, 미국과 긴밀한 관계를 맺고 있다. 1991년에는 비셰그라드 그룹에 가입하고, 1999년에는 체코 및 헝가리와 함께 NATO에도 가입하였다. 또한 2003년 6월에는 국민 투표를 열어 EU에 가입할 지에 대한 여부를 선거에 부쳤고, 이에 가결되어 2004년 5월 1일에 정식 회원국으로 참여하였다. 다만 유로존에는 가입하지 않고, 기존 즈워티를 이용하고 있다.
폴란드는 2007년에 솅겐 조약에 참여하였으며, 이로 인하여 폴란드의 서부 국경과 접하고 있는 EU 회원국 대부분과 자유로운 이동이 가능해졌다. 반면 동부 국경에 접하고 있는 벨라루스, 러시아, 우크라이나 등은 EU에 가입하지 않아서 마음대로 이동하기에는 제약이 있다. 오히려 이 동쪽 국경선은 감시가 더욱 강화되는 중인데, 이로 인하여 ‘유럽의 요새화’라는 비판을 듣기도 하였다. 폴란드는 군사력 강화 목적의 일환으로 헝가리, 체코, 슬로바키아 등과 비셰그라드 군 프로그램을 만들었으며, 약 3,000여 명의 군인들을 즉시 파병할 수 있는 상태로 두고 있다. 2010년 4월 10일에는 폴란드 대통령인 레흐 카친스키와 그와 동행한 89명의 폴란드 고위 공직자들이 카틴 학살을 추모하기 위하여 비행기를 타고 이동하던 중 비행기 추락으로 전원 사망하는 대참사가 일어나기도 했다.
2011년에는 여당이자 보수 우익 정당이었던 시민연단이 총선에서 승리를 거두었으며, 2012년에는 유럽우주국에도 가입하였다. 2013년에는 개발원조위원회에 가입하기도 했다. 2014년에는 폴란드 국무총리인 도날트 투스크가 유럽연합 상임의장에 지명되었으며, 얼마 지나지 않아 총리직을 사임하고 상임의장직에 올랐다.
2015년과 2019년 폴란드 총선에서는 보수적인 법과 정의당이 승리를 거두었고, 법과 정의당이 점차 극우적인 행보를 보이면서 EU와의 관계가 점차 악화되었다. 2020년 폴란드 대선에서는 법과 정의당 출신의 안제이 두다 대통령이 재선에 성공하였다.

## 자연 환경

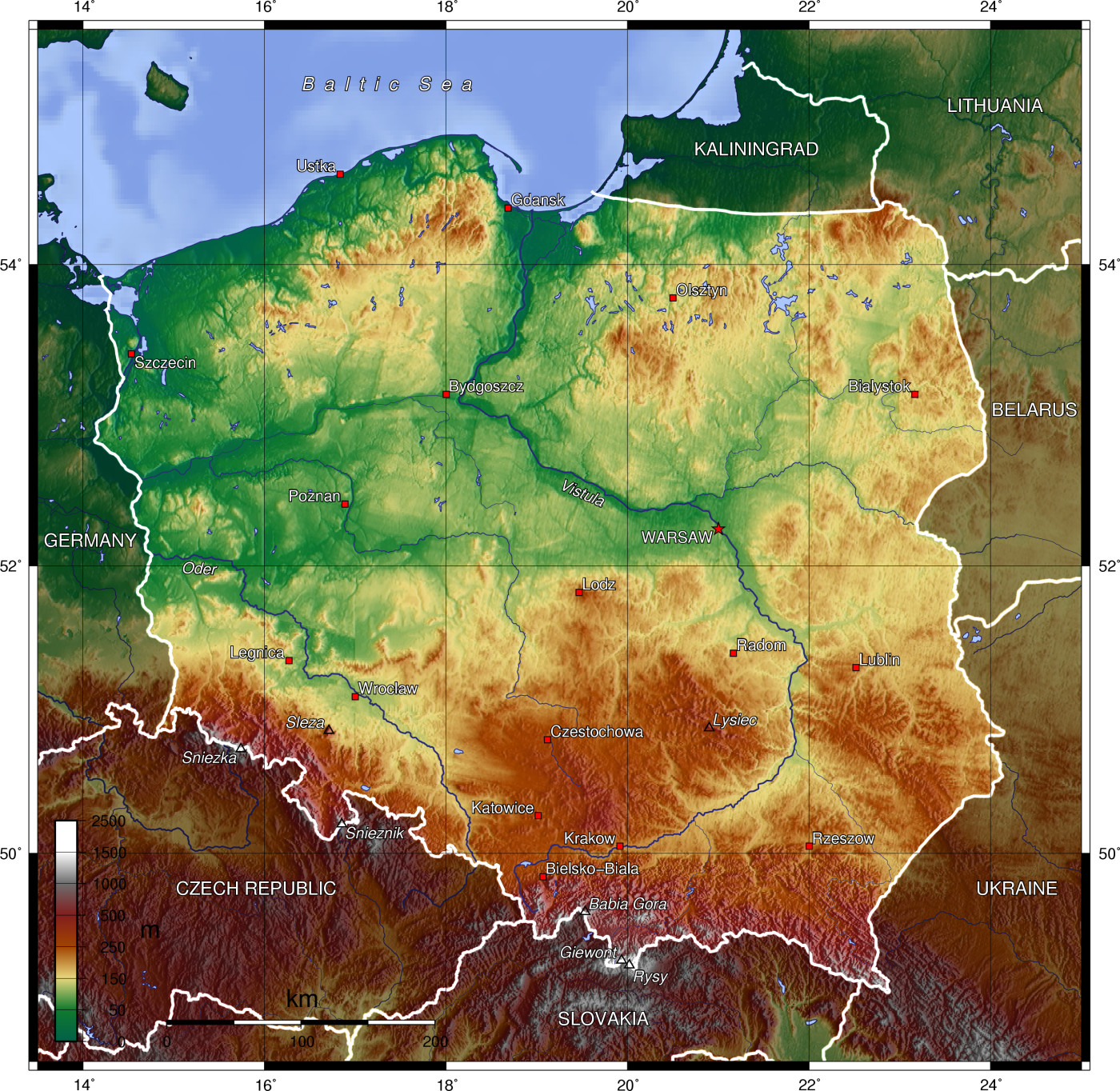
폴란드의 지형도

### 지형
국토는 동서로 689km, 남북으로 649km 뻗어 있는데 북쪽은 발트해와 접한다. 약 90%의 국토가 300m 이하의 평탄하고 완만한 지형으로서 국토 대부분이 유럽 대평원의 일부를 이루고 있다. 남쪽 국경에 있는 수데티산맥과 카르파티아산맥을 제외하고는 100m 이상인 곳이 드물며, 중남부의 타트리산맥에는 해발 2,499m의 폴란드 최고봉 리시산이 있다. 중부 및 남부의 일부 지역은 토질이 비옥하고, 북부와 서부에는 황지와 이탄지가 많다.
수데티산맥과 카르파티아산맥은 비스와강, 오드라강의 분수령을 이룬다. 폴란드에서 가장 긴 강인 비스와강(전장 1,068km)은 국토 중앙을 가로질러 흘러 광대한 유역평야를 이루고 호소(湖沼)가 산재하는 하류 지역에 운하를 발달시키고, 발트해 여러 항구와 내륙 여러 시를 연결하는 교통상의 동맥을 이루고 있다. 오데르강(오드라강)은 서쪽 국경을 따라 흐른다. 폴란드와 독일의 국경을 흐르는 내륙 수상교통의 동맥으로 주요 - 도시 근처의 지역 슈체친. 수송물자는 슐레지엔의 석탄·철광석 등과 공업제품이다.

### 기후
기후는 온대에 속하여 서유럽의 해양성 기후와 동유럽의 대륙성 기후 사이가 지대에 위치해 있으며, 강수량은 가장 많은 남부 국경 산악지대가 1,000∼1,100mm, 가장 적은 중부가 평균 600mm이다. 초춘(初春), 초동(初冬)을 합쳐 연간 6계절로 구분하며, 기온은 초봄과 가을에 0∼5°C, 봄·가을에 5∼15°C, 여름에 20-25°C 이상, 겨울에 0°C 이하로, 연평균 기온은 7∼10°C이다. 최저기온인 2월은 평균 약 영하 3°C , 최고의 7월은 약 19°C이다. 지역적 격차는 적으나, 북동부와 남부산지는 평균보다 기온이 낮다. 또한 겨울철 2∼3개월간은 하천이 언다. 삼림도 서유럽의 활엽수림으로부터 동유럽의 침엽수림 사이의 점이 지대로, 침엽수림이 발달하고 서·남부에는 활엽수림도 섞이며, 진귀한 바이슨(들소)이나 각종 조수류를 볼 수 있다. 삼림 면적은 국토의 약 1/3을 차지한다.

## 정치

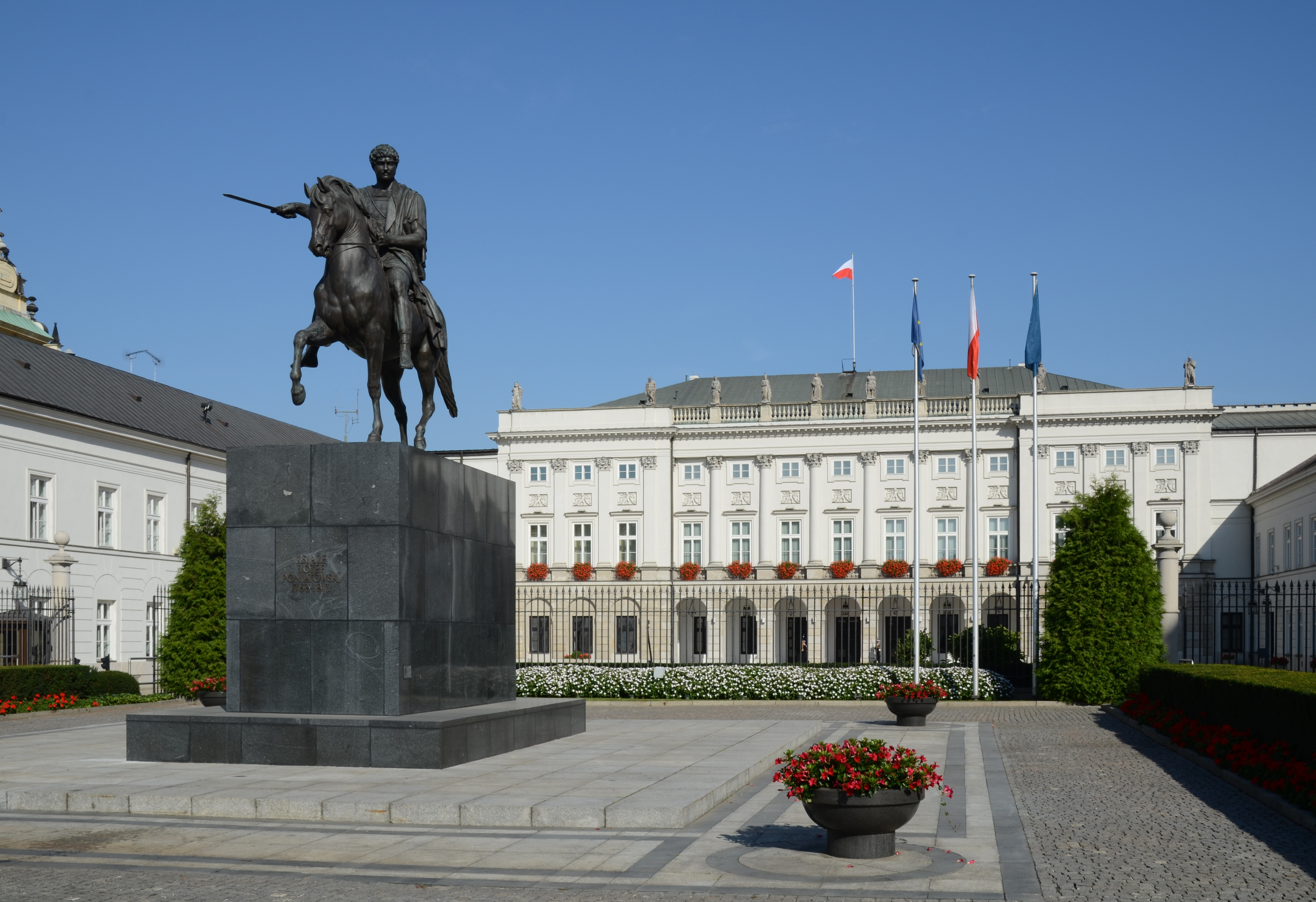
바르샤바의 대통령궁

폴란드의 정치 체제는 기본적으로 행정부, 입법부, 사법부의 삼권분립에 기초한다.(헌법 제10조 1항) 폴란드의 행정부는 대통령과 각료회의로 구성된다.(헌법 제10조 2항) 대통령은 직선제로 선출하며, 임기는 5년, 2회 연임이 가능하다. 대통령은 국가 원수로서 최고 대표자일 뿐 아니라 국정운영의 지속성을 보장한다.(헌법 제126조 1항) 총리는 각료회의의 수장으로서 정부의 대내외 정책을 수행한다.(헌법 제146조 및 148조). 총리는 대통령이 지명하며 임명 후 하원의 승인이 필요하다.
형식적으로는 총리 및 각료를 대통령이 임명하나, 실제로는 총리가 하원의 신임을 받고 하원에 대해서만 책임을 지게 되어 있어 국가권력의 집행상 실질적인 권한을 보유하고 있다.
직선제로 선출되는 대통령은 대내외에서 국가 최고대표자로 정상회담을 가진다.
의회의 형태는 양원제로 상원 100명, 하원 460명으로 구성되어 있으며, 임기는 4년이다. 하원은 중선거구제 비례대표제를, 상원은 중선거구제 다수대표제를 채택하고 있다. 의회 내각제의 정부형태를 취하고 있는 폴란드 하원은 국정 운영기관인 정부 구성에 직접 참여하며, 상원은 국정 운영 참여권 없이 하원의 견제기능을 주로 담당한다.
폴란드는 대의민주주의제를 채택한 민주공화국이며, 국가수반은 대통령이다. 행정부는 총리를 필두로 한 장관회의가 핵심 축을 담당하고 있다. 대통령은 총리의 요청을 받아 총리가 제출한 장관들을 임명하는 역할을 하며, 보통 총리와 장관들은 의회의 다수당 출신인 경우가 많다. 대통령은 5년마다 직접 선거로 선출되며, 현재 대통령은 법과 정의(PiS) 출신의 안제이 두다 대통령이며, 현임 총리는 마테우시 모라비에츠키 총리이다.
현재 폴란드는 양원제를 채택하고 있으며, 하원은 460석, 상원은 100석으로 구성되어 있다. 하원은 비례대표제를 통하여 의원을 선출하나, 상원은 소선거구제를 통하여 의원들을 선출한다. 소수민족 정당을 제외하면 정당들이 하원에 입성하기 위한 최저득표율은 전체 투표수의 5% 이상은 되어야만 한다. 폴란드는 현재 삼권분립을 채택하고 있기에 사법부도 굉장히 독립적인 편이다. 대법원(Sąd Najwyższy)이 최고사법기관으로 버티고 있으며, 그 외에도 최고행정법원(Naczelny Sąd Administracyjny)과 헌법재판소(Trybunał Konstytucyjny), 국가재판소(Trybunał Stanu) 등이 따로 있다. 또한 하원은 상원의 동의 하에 옴부즈맨을 임명할 수 있으며, 이들의 임기는 약 5년이다. 옴부즈맨은 행정부가 제대로 업무를 하고 있는지 감시하는 역할을 하며, 혹시 폴란드 시민의 권리를 침해하는 일이 일어나지 않는지 국회에 보고하는 일을 주로 한다.

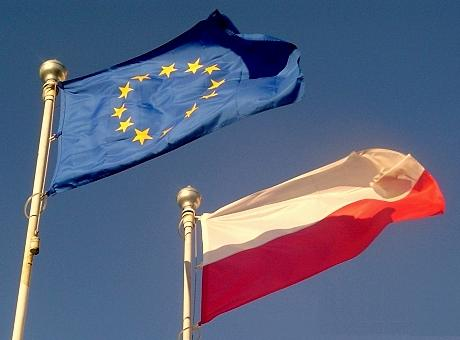
EU와 폴란드의 깃발

### 외교
폴란드는 유럽연합 내부에서 5번째로 인구가 많은 국가로, 2020년 기준으로 유럽 의회에서 총 52석의 의석을 선출할 권한이 있다. 폴란드는 2004년에 EU에 가입한 이후부터 정권의 교체와는 상관없이 지속적으로 EU 내에서의 역할을 증대하는 방향으로 외교 정책을 펼쳤다. 폴란드는 중앙 유럽의 강국으로서, 삼수령 이니셔티브(Three Seas Initiative)의 최대 경제국이기도 하다. 또한 수도인 바르샤바는 EU의 국경감시 위원회인 프론텍스(Frontex)의 본부국이다.
폴란드는 유럽연합과는 상관없이 1999년부터 NATO, UN, WTO, OECD 등의 회원국이었다. 그리고 유럽경제지역, 국제에너지기구, 유럽평의회, 국제원자력기구, 유럽우주국, G6, 발트해 국가 이사회, 비셰그라드 그룹, 솅겐 협정의 참가국이기도 하다.
폴란드는 공산주의 정권이 붕괴되자마자 미국과 긴밀한 관계를 맺어 오고 있다. 지난 20여 년 동안 미국과의 관계를 끊임없이 강화해 왔는데, 냉전이 끝나고 공산주의 정권이 무너지기 무섭게 동구권 시절의 잔재를 완전히 청산하고 현재는 중앙유럽 내에서 미국의 핵심 동맹국으로 활동하고 있다. 폴란드는 2003년에 이라크 전쟁에 미국의 편으로 참전하였으며, 영국과 오스트레일리아와 함께 초반부터 전쟁에 참전한 국가이기도 하다. 또한 폴란드는 NATO의 명분 하에 중동, 발트 해, 발칸 반도에도 군대를 파병하고 있다.

### 행정 구역

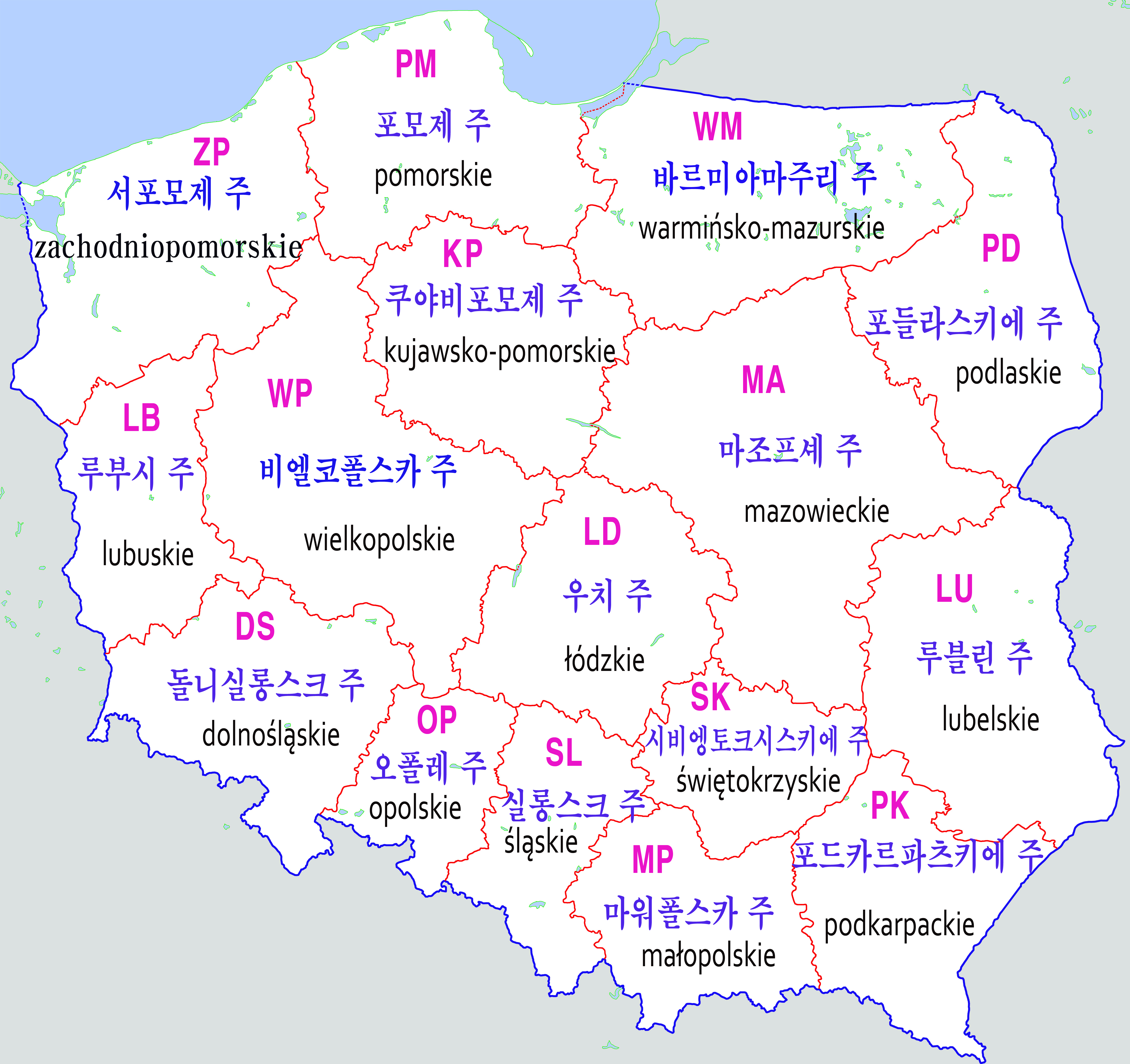
폴란드의 행정구역

폴란드의 행정 구역은 16개 주(폴란드어: województwo)로 구성되어 있다. 바르샤바를 포함한 5대 도시와 17개의 현으로 되어 있고, 도시화가 많이 진행되어 있어 도시 인구가 전 국민의 약 50%를 차지한다. 마조비아(Mazowia) 지방의 중심인 수도 바르샤바와 ‘폴란드의 맨체스터’라는 별칭이 있는 공업 도시 우치가 국토의 중앙부에 있으며, 남부의 갈리치아(Galicia) 지방에는 노바 후타(Nowa Huta) 제철소가 있는 옛 수도 크라쿠프의 중세적인 옛모습을 보여주고 있다. 서부 대(大) 폴란드 지방에는 상공업도시 포즈난이 있고, 슐레지아 지방에는 옛 독일 공업도시인 브로츠와프(Wrocław)가 있다. 그 외에 광공업도시 카토비체(Katowice)와 비스와강 하구에 위치한 그단스크(Gdańsk) 등도 중요한 도시이다.

### 군사
폴란드군은 폴란드 육군, 폴란드 해군, 폴란드 공군, 폴란드 특수군, 폴란드 영토방위군, 이 5개의 갈래로 나누어진다. 국방장관이 군통수권자이지만, 평시에는 대통령이 최고 군 통수권자이다. 이 때문에 평상시에는 대통령이 국방부장관과 차관급 인사들을 임명할 수 있는 권한이 있다.
2018년에 폴란드에는 약 144,142명의 군인들이 복무하고 있었다. 폴란드 해군은 주로 발트 해에서 활동하며, 인근 국가들과 충돌할 일은 상대적으로 적기 때문에 주요 활동은 해안 순찰 등이며 가끔씩 재난 구조 활동 등도 벌인다. 폴란드 공군은 정기적으로 발트해 훈련 작전을 벌인다. 2003년에는 F-16C를 새롭게 도입하기로 결정하였으며, 2020년 1월에는 F-35 라이트닝을 구입하기로 결정하기도 했다. 폴란드는 2020년 기준으로 135억 달러를 국방비에 쏟아부으면서 전체 GDP의 2%를 국방비에 투자하고 있으며, 2030년 경에는 2.5% 정도로 증가할 것으로 예상한다. SIPRI에 의하면 폴란드는 약 4억 8,700만 유로에 달하는 무기들을 주로 미국, 칠레, 프랑스, 남아프리카 공화국 등지에 판매했다고 한다.
폴란드군의 주요 임무는 폴란드 영토 방위이며, 그 외에 가끔씩 재외 국민들을 구호하는 임무를 맡기도 한다. 현재 목표는 NATO와의 군통수체계를 맞추어 일원화, 효율화하는 것이다. 현재 폴란드는 모병제를 채택하고 있다. 폴란드는 1953년부터 공산주의 시절 이래 UN의 평화유지임무에 활발하게 참여하였는데, 2003년에는 2,500명에 달하는 병력을 이라크 남부에 파견하면서 이라크 전쟁에도 참전하였고, 현재에는 중동, 발트 해, 발칸 등에 2019년 기준으로 약 1,650명의 군인들을 파병하고 있다.

## 경제

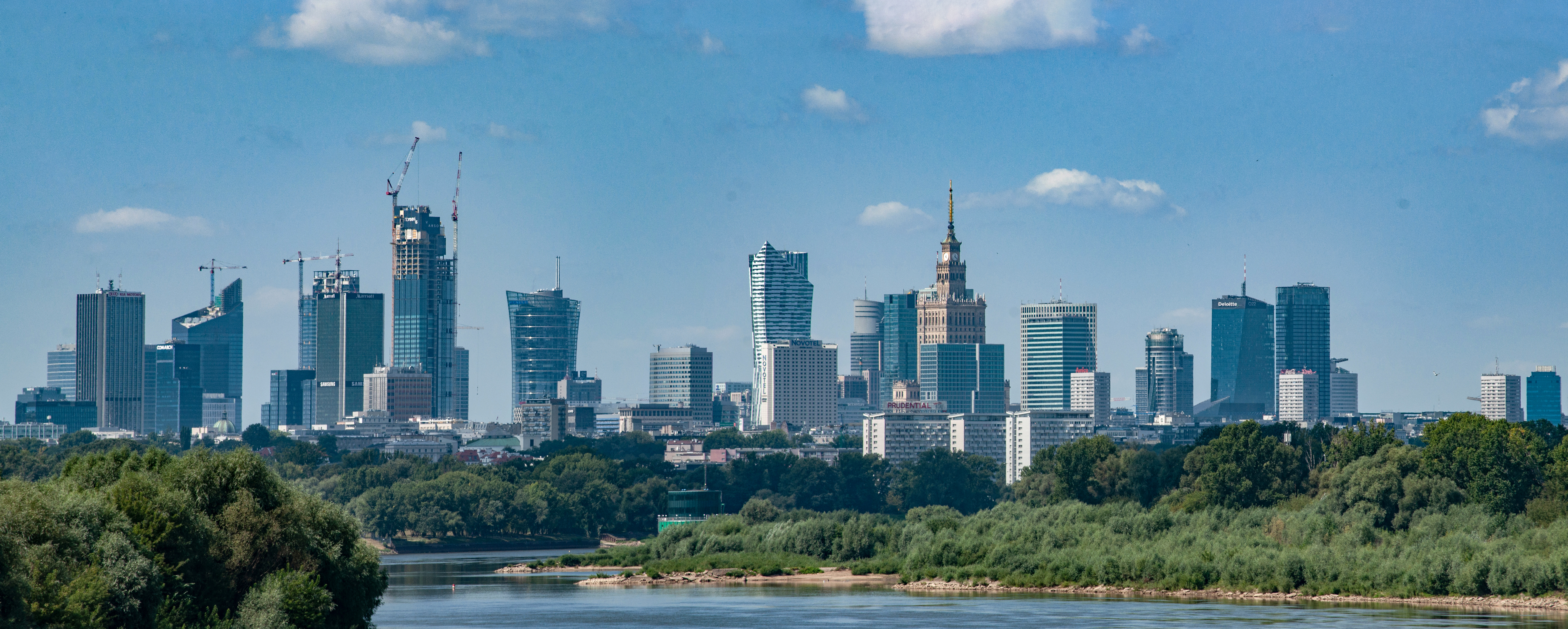
바르샤바는 폴란드의 수도이자 금융 중심지이다.

폴란드의 GDP는 현재 유럽연합 내에서 명목 GDP 순위로 따지면 6위의 규모이며, PPP로 환산할 시 5번째로 거대한 경제 규모를 가지고 있다. 또한 유럽 연합을 통틀어서 가장 빠른 속도로 증가하고 있는 경제이기도 하다. 전체 고용 인구의 60% 정도가 서비스업에서 일하고 있으며, 30% 정도는 산업과 제조업에서, 나머지 10%는 농업 부문에서 일하고 있다. 폴란드는 유럽 단일 시장의 회원국이기는 하지만, 유럽 단일 통화인 유로를 공식 통화로 채택하지는 않았으며 아직도 자체 통화인 폴란드 즈워티를 사용한다.
폴란드는 중앙 유럽에서 지역 경제 강국으로, 세계화가 굉장히 많이 진행되어 개방적인 경제 구조를 가지고 있을 뿐만 아니라 중앙 유럽의 500대 기업들 가운데에서 40개 기업이 폴란드 기업일 정도이다. 폴란드 국립은행에 의하면 폴란드의 해외직접투자는 2014년 말 기준으로 3,000억 즈워티에 이르렀다고 한다. 또한 중앙통계청에 의하면 2014년 기준으로 1,437개의 폴란드 기업들이 3,194개의 해외 기업들과 연계하여 사업을 벌이고 있다고 전했다.
폴란드는 상대적으로 강한 국내 시장을 가지고 있으며, 가계 부채도 굉장히 적은 편이며, 실업률도 낮고 통화도 유동적이며 특정 산업에 특별히 치우쳐 있는 것도 아니라서 2008년의 대침체에 큰 피해를 겪지 않은 유일한 유럽 연합 소속국으로 남을 수 있었다. 또한 세계 20위의 수출국이며, 기계, 가구, 식품, 의류, 신발, 화장품, 비디오 게임 등을 활발히 수출하고 있다. 2018년 기준으로 해당 부문의 수출이 약 56% 정도가 되었다고 한다. 폴란드의 최대 교역국은 독일, 체코 공화국, 영국, 프랑스, 이탈리아 등이다. 수도인 바르샤바는 중부 유럽에서 해외투자의 중심지이기도 하다. 2018년 9월에 폴란드의 실업률은 5.7%로, 유럽에서 가장 낮은 수준이며, 2019년에는 26세 이하의 노동자들에게 소득세를 면제해주는 내용의 법안을 통과시키기도 했다.

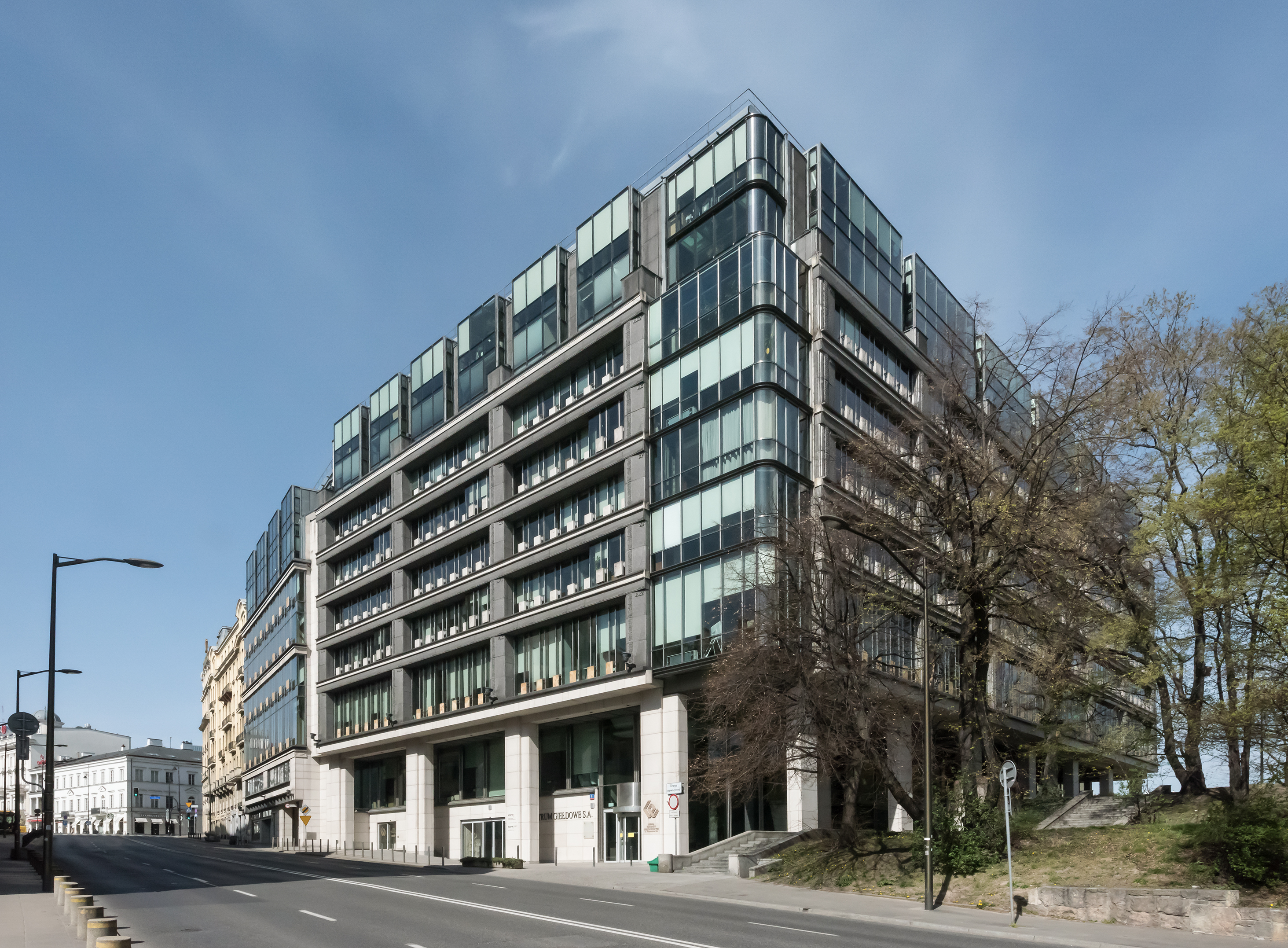
바르샤바 증권거래소

폴란드는 은행업도 중앙 유럽에서 최고 수준으로, 이에 따라 금융 부문도 굉장히 발전되어 있다. 폴란드에는 현재 5개의 국립은행이 있으며, 그 외 600여 개의 은행들이 있으며 18개의 해외 은행이 따로 있다. 또한 해외 투자자들이 40개에 가까운 은행들의 대주주 지위를 차지하고 있으며, 전체 폴란드 은행 자본의 68%를 소유하고 있다. 폴란드에서 주로 생산하는 상품들에는 전자기기, 버스, 트램, 헬리콥터, 비행기, 기차, 선박, 군사장비, 의약품, 식량, 의류, 유리와 도자기, 화학물질 등이 있다. 폴란드 국적의 유명 브랜드들에는 알리어 은행, 오를렌-로토스 그룹, 플러스, 플레이, 브레인리, 넷구루, 알레그로 등이 있다. 또한 폴란드는 구리, 은, 석탄, 가구, 소프트음료의 세계 최대 생산국이기도 하다.
2007년 GDP(PPP)는 $6,320억, GDP 성장률 7%, 1인당 GDP는 약 $13,400(1인당 GDP 수치는 2017년 기준)이다. 전전(戰前)은 농업국이었으나 전후(戰後)의 공업화 정책에 의해, 농업인구는 7할에서 계속 감소하고 농·공업국으로 변해가고 있다. 2007년 기준으로 폴란드의 산업이 GDP에서 차지하는 비중은 농업 2%, 공업 32%, 서비스업 66%이다. 주요 농축산물로는 호밀·밀·보리·귀리·메밀 및 소·양·말 등이다. 수차례의 경제계획을 기초로 특히 중화학공업이 현저히 성장하여 기계공업이 가장 선도적인 공업부문이 되었다. 주요공업으로는 철강공업·조선업·자동차공업·농기계공업 및 건설기계·공작기계 등이다. 또 유럽 제일의 실롱스크 탄전이 있어 폴란드의 산업화에 크게 기여하고 있으며 그 외에도 납·아연의 산출이 많다. 석유·천연가스가 발견되어 채굴되고 있는데 산유량이 충분하지 않은 탓에 러시아 연방으로부터의 수입에 크게 의존하고 있다. 폴란드는 중앙유럽국가 중 가장 급진적인 시장경제체제를 도입, 적극적인 민영화 정책을 추진하고 있다. 1990년 말에는 경제가 침체국면에 빠졌으나 1991년 이후 연평균 제조업 성장률 9%를 기록하고 있으며 실업률도 구 공산권국가 중 극히 드문 수준인 15%선이다. 2001년의 무역 규모도 수출이 360억 9,200만 달러, 수입이 502억 7,500만 달러였다. 2006년 기준 수출액은 1124억 달러, 수입액은 1162억 달러이며, 최대 교역국은 독일이다.

### 관광업

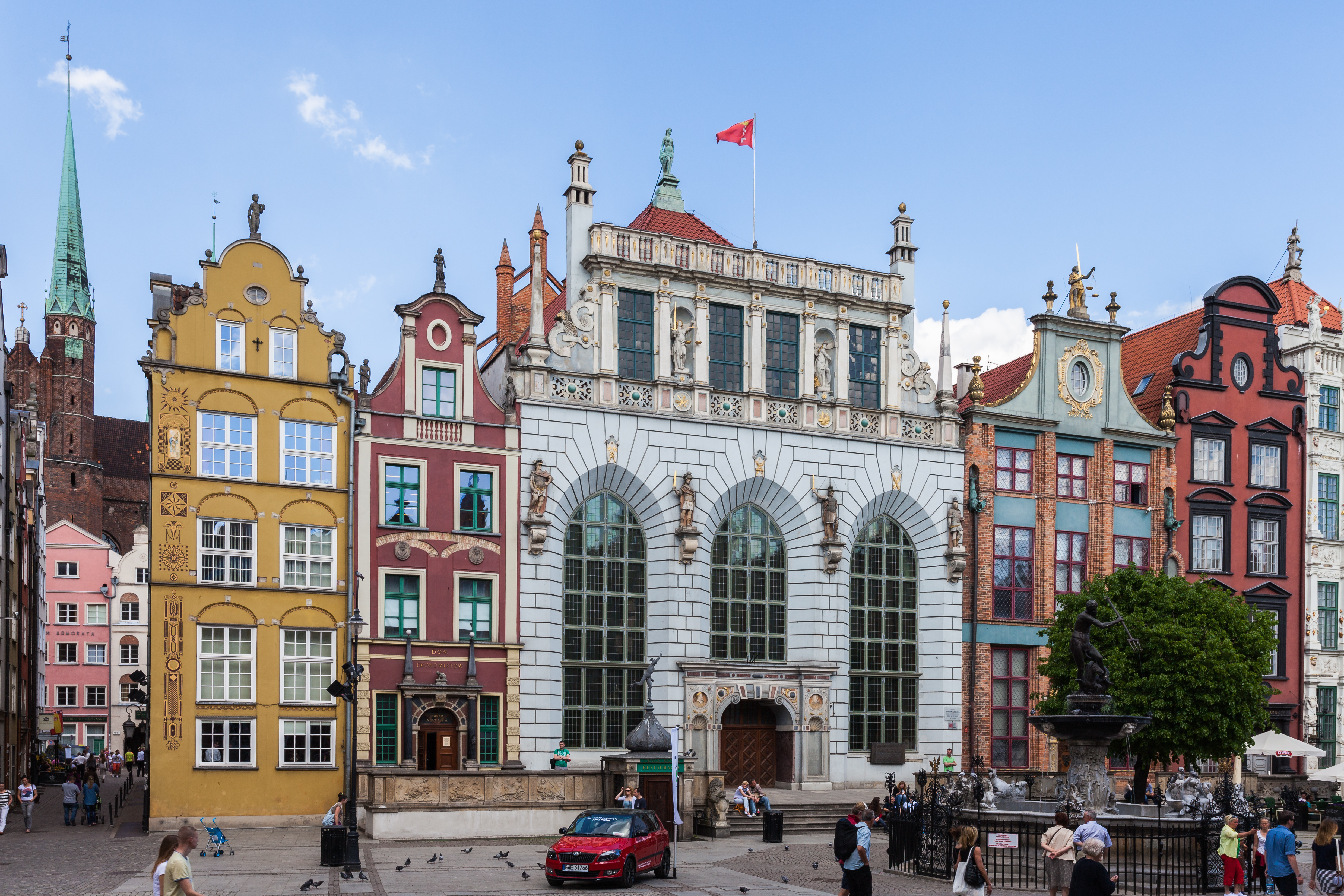
그단스크 구시 가지

폴란드는 자유화, 그리고 2004년에 유럽연합에 가입한 이후부터 해외에서 방문하는 관광객들의 수가 급격하게 늘어났으며, 2019년 기준으로 거의 2,100만 명의 관광객들이 폴란드를 찾았다. 이덕분에 막대한 양의 외화를 폴란드에 가져다주고 있으며, 폴란드 서비스업에서 관광업이 현재에도 상당한 비중을 차지하고 있다.
폴란드의 유명관광지들은 굉장히 많은 편인데, 남쪽에는 험준한 만년설이 덮인 산들이 있기도 하며 북쪽에는 모래 깔린 해변이 있는 등 자연환경도 다양한 편이고, 도시들마다 시대별로 특색있는 건축양식들을 지닌 건축물들이 많아 인문적으로도 볼 것이 많다. 가장 사람들이 많이 찾는 도시는 폴란드의 옛 수도이자 옛 황금기 시절의 향기를 그대로 간직하고 있는 크라쿠프이다. 크라쿠프에서는 역사적으로 대부분의 폴란드 국왕들이 즉위식을 거행하기도 할 정도로 유서깊은 도시이기에 그만큼 오래된 고적과 명승지들도 많은 것이다. 그 외에도 폴란드에서 가장 오래된 도시들 중 하나인 브로츠와프도 인기 있으며, 특히 난쟁이상과 시장, 마을회관, 세계에서 가장 오래된 동물원들 중 하나인 브로츠와프 동물원 등 옛 건축물들이 많아 관광객들이 선호하는 편이다. 한편 폴란드의 수도인 바르샤바에는 오히려 상대적으로 볼만한 옛 건축물이 오히려 없는 편인데, 이는 2차 세계대전 동안 지나치게 많이 파괴되어 전후에 완전히 새롭게 지어졌기 때문이다. 유명한 폴란드 문화도시에는 이 외에도 그단스크, 루블린, 포즈난 등이 있으며, 다크 투어리즘 관광지로는 유대인들을 집단으로 학살했던 아우슈비츠 강제수용소 등이 있다. 또한 13세기의 거대한 소금 광산과 그 내부의 미로도 유명하다.
폴란드는 뛰어난 자연 경관을 가지고 있으며, 스키, 산악 하이킹, 암벽등반, 세일링 등이 인기가 많으며, 주로 발트 해 연안의 아름다운 경치를 즐기러 오는 관광객들이 많다. 동부 지역에는 마주리안 호수와 비아워비에자 숲이 있으며, 남쪽에는 크르코노셰 산맥과 타트리 산맥 등이 솟아있다. 또한 동남쪽에는 피에니니 산과 비에슈자디 산맥 등이 버티고 있다. 폴란드에는 100여 개에 달하는 고성들이 남아있으며, 대부분이 실레시아 지방에 있다. 이들 중 가장 거대한 성은 폴란드 북중부에 자리한 말보르크 성이다.

### 교통

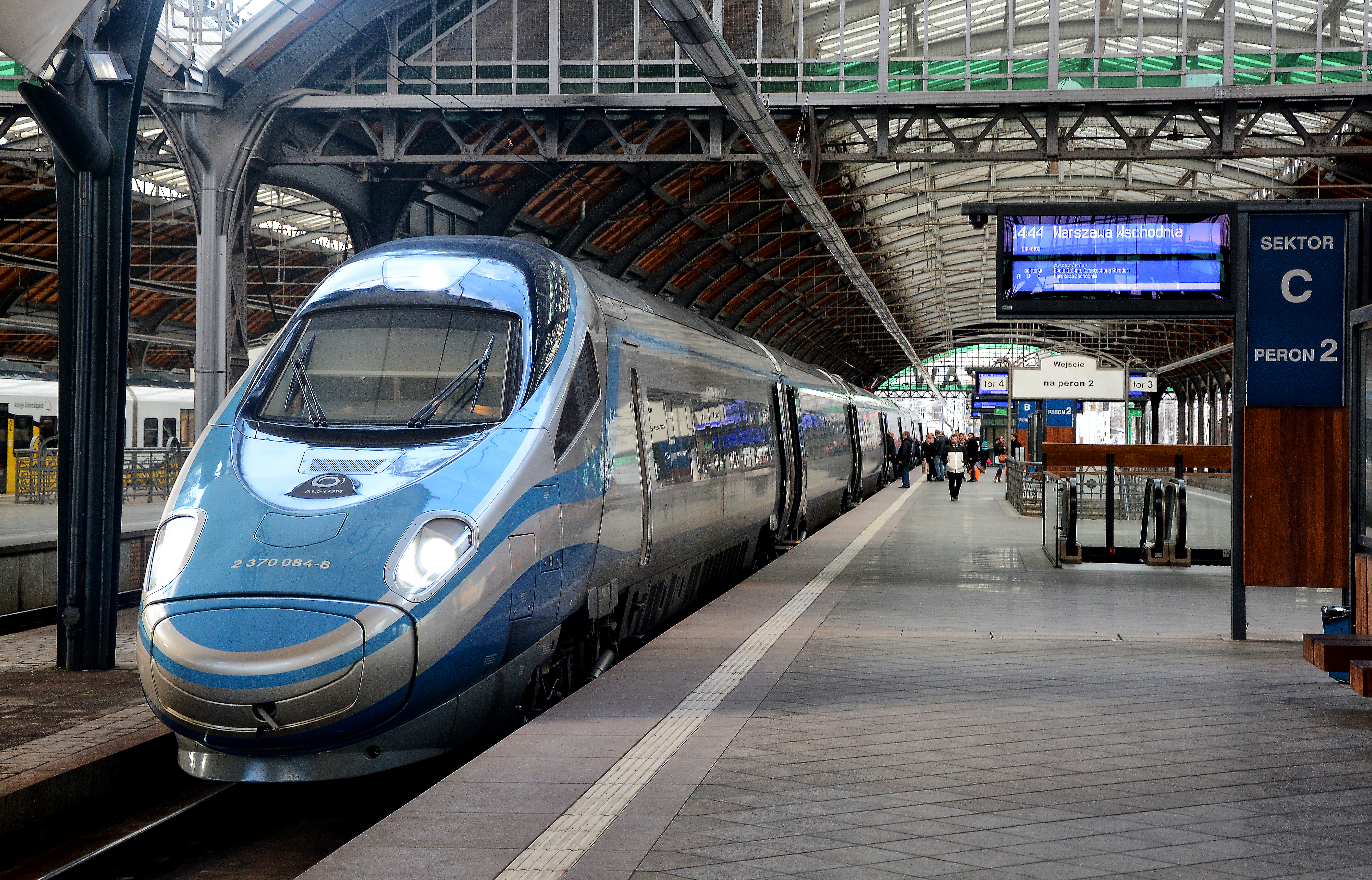
펜돌리노, 브로츠와프

철도의 수송 효율은 구미 수준에 가까우며, 장거리 버스나 트럭망도 발달하고 있다. 해상교통도 역사가 얕음에도 불구하고 발트해 연안의 여러 항구를 기지로 하는 상선대가 동양에까지 뻗치는 항로를 개설하고 있다(슈체친, 그단스크, 그디니아). 또한 약 7,000km에 이르는 내륙 가항수로(內陸可航水路)의 의의도 크다. 항공로도 바르샤바를 중심으로 국내외 항공회사의 영업이 활발히 진행되고 있다. 다른 공항은 크라쿠프, 그단스크, 슈체친, 포즈난, 브로츠와프 등이 있다.
현재 폴란드에는 철도, 도로, 해상, 비행기 등 다양한 경로를 통한 유통업이 매우 발달되어 있다. 폴란드는 솅겐 협정에 조인한 이래 유럽연합의 국가들과 국경을 완전히 개방하였으며 유럽 중앙에 자리잡고 있다는 점을 이용하여 점차 유럽의 유통 허브로 떠올랐으며, 특히 독일을 드나드는 물품들을 처리하면서 막대한 돈을 벌어들이고 있다. 유럽에서 가장 긴 도로인 유럽 고속도로 40번(E40)도 폴란드를 관통한다.
폴란드는 고속도로가 완비되어 있다. 2020년 초에 폴란드는 총 4,146.5km의 고속도로를 사용하고 있었으며, 모든 지방국도와 도로들도 고속도로와 마찬가지로 꾸준하게 국가도로공사의 평가를 받으며 계속해서 재개발 사업을 받고 있어 그 질이 굉장히 양호한 상태를 유지하고 있다.
2017년에 폴란드에는 총 18,513km의 철로가 깔려 있었으며, 독일과 프랑스에 뒤이어 유럽에서도 3번째로 긴 철로를 보유한 국가였다. 폴란드 국영철도가 거의 대부분의 철로들을 관리하는 업무를 맡고 있다. 2014년 12월에는 폴란드가 주요 도시들을 중심으로 고속 철도들을 놓기 시작하였으며, 중앙선을 약 200km/h로 달리는 고속열차를 도입하기도 했다. 또한 폴란드 국영철도에서 주요 도시들을 잇는 철로 및 대부분의 중요 철로들을 관리하고 있기는 하지만, 지방 철로들이나 국지 철로들은 민영 사업자들이 운영하는 경우도 있다. 폴란드에서 가장 붐비는 기차역은 브로츠와프 기차역이다.
철로와 고속도로 말고도 해상과 비행기를 통한 교통도 발달한 편이다. 폴란드에는 여러 개의 국제공항들이 있는데, 가장 거대한 규모의 국제공항은 바르샤바 국제공항이며, 플래그캐리어인 LOT 폴란드 항공의 허브공항이기도 하다. LOT 폴란드 항공은 1928년에 에어로이드 사와 에어 사가 등장한 이후 창립되었다. 그 외에 규모가 있는 국제공항들에는 요한 바오로 2세 크라쿠프-발리체 국제공항, 코페르니쿠스 국제공항, 그단스크 국제공항 등이 있다.
폴란드의 발트 해 연안 지방에는 항구들이 밀집되어 있는데, 그단스크, 슈체친, 그드니아 등을 중심으로 항구업이 굉장히 발달되어 있다. 이 항구들을 통하여 사람들이 스칸디나비아 지역으로 1년 내내 드나들 수 있으며, 주로 페리를 타고 이동한다. 또한 그단스크 항구는 발트 해 전체에서 유일하게 대양 선박을 선적할 수 있는 항구이기도 하다.

### 과학기술

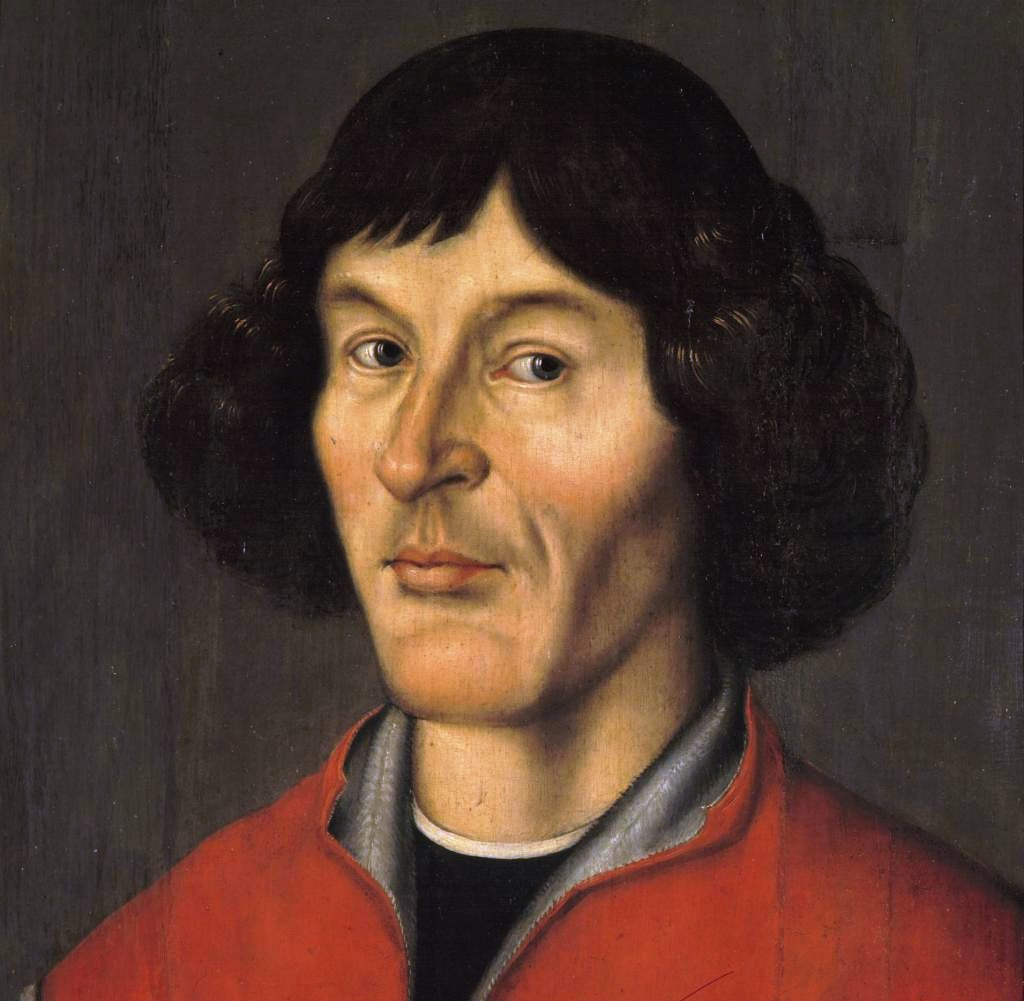
니콜라우스 코페르니쿠스의 초상화

역사적으로도 폴란드인들은 과학, 기술, 수학 등의 분야에서 수많은 업적들을 남기며 이름을 널리 알렸다. 가장 대표적인 폴란드 출신 과학자는 천동설을 깨고 지동설을 주창하여 코페르니쿠스적 전환을 일으킨 니콜라우스 코페르니쿠스가 있다. 코페르니쿠스는 화폐수량설을 발표하여 경제학의 선구자로 추앙받기도 했다. 이렇게 코페르니쿠스가 워낙 많은 지적 업적을 남긴 덕분에, 현재에도 폴란드 문화의 아이콘으로 여겨지기도 한다.
폴란드는 역사적으로 교육에 심혈을 기울였으며, 기술, 의학, 경제 분야 등 다양한 분야에서 몇 만명에 달하는 과학자들과 교육자들을 데리고 있었다. 그럼에도 불구하고 19세기와 20세기에는 수많은 폴란드 과학자들이 해외에서 연구를 진행했는데, 가장 대표적인 예가 프랑스에서 거의 대부분의 삶을 보낸 폴란드 출신의 여성 과학자인 마리 퀴리이다. 1925년에 마리 퀴리는 폴란드에서 라듐 학회를 창립하기도 했다.

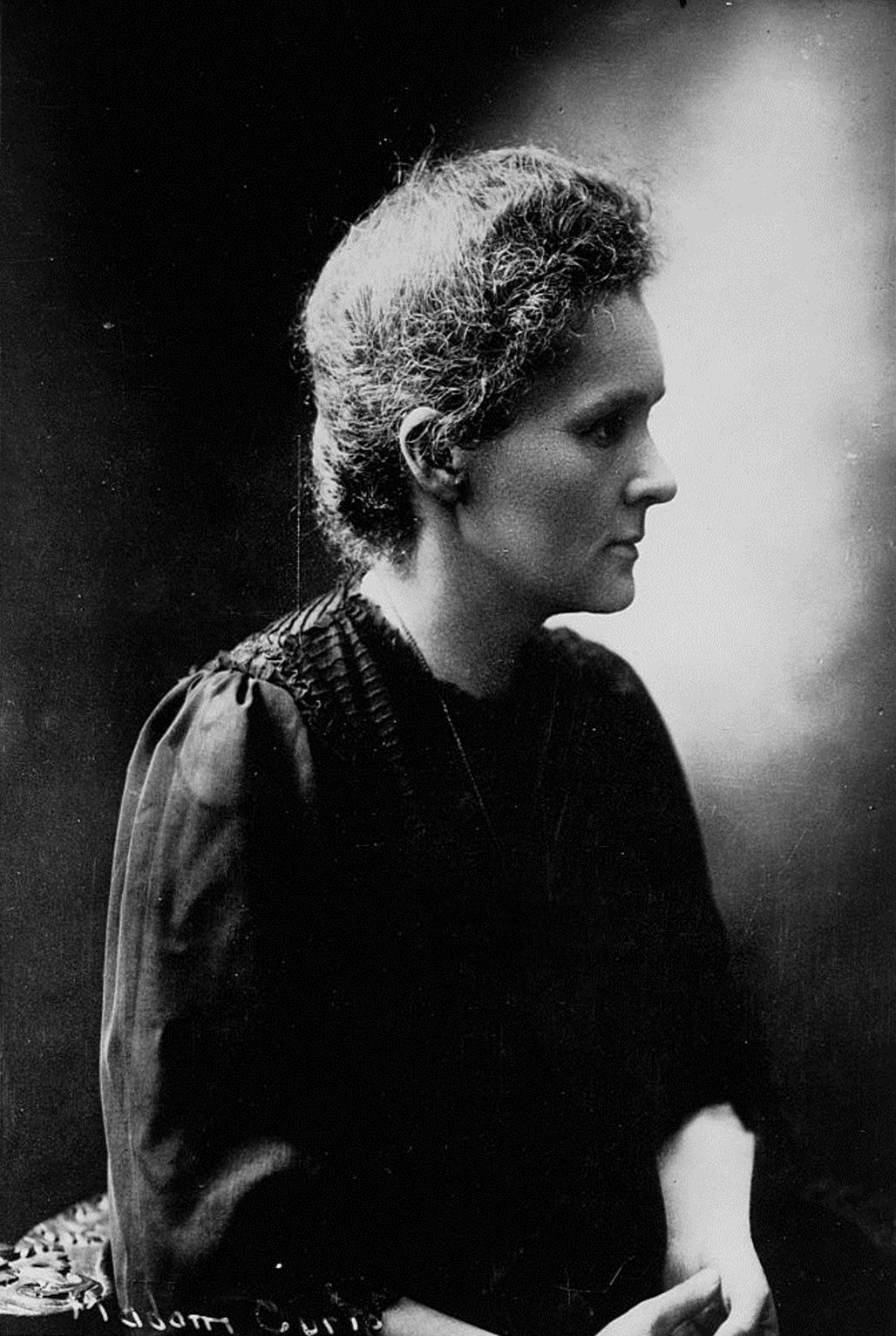
마리 퀴리

현재에도 폴란드에서는 40개가 넘는 연구센터가 자리하고 있으며, 이 곳에서 4,500여 명의 연구자들이 일하면서 중부와 동유럽 전체에서 가장 연구자 수가 많은 국가로 버티고 있다. 폴란드에는 현재 델피, 구글, IBM, 인텔, LG 일렉트로닉스, 마이크로소프트, 삼성 등 저명한 회사들이 폴란드에 개발 센터를 두고 있는데, 가장 큰 이유로는 질 높은 고용가능인구, 대학의 높은 질, 정부의 적극적 지원, 그리고 중동부 유럽의 최대 시장이라는 것 등이 있다. 2011년의 조사에 의하면 현재 폴란드에 투자하는 외국 기업들 중 80%가 폴란드에 재투자할 의향이 있다고 전했다.

### 무역
2017년 기준으로 폴란드의 주요 수출 상대국은  독일(27.21%), 영국(6.36%), 체코(6.35%), 프랑스(5.58%), 이탈리아(4.91%)이다. 주요 수입 상대국은 독일(22.69%), 중국(12.15%), 러시아(6.77%), 이탈리아(5.02%), 프랑스(3.85%)로 주요 수출입 상대국은 중국을 제외하면 모두 인접 유럽 국가들이다. 2017년 기준으로 총수출액은 221,308달러, 총수입액은 217,979달러이다. 주요 수출 품목은 텔레비전(4,528백만 달러), 자동차(3,812백만 달러), 컴퓨터(3,048백만 달러), 담배(2,883백만 달러), 차량 부품(2,747백만 달러)이다. 주요 수입 품목은 원유(8,996백만 달러), 기타 의약품(3,606백만 달러), 반도체(3,489백만 달러), 석유 등(3,481백만 달러), 무선 송신 장치(3,393백만 달러)이다.

## 사회

### 인구

1900년부터의 폴란드 인구 추이

폴란드의 인구는 약 3,850만 명으로, 유럽에서는 8번째로 인구가 많은 국가이며 유럽연합으로 한정하면 5번째로 인구가 많은 국가이다. 인구밀도는 1 제곱킬로미터 당 약 122명 정도이며, 2020년 기준으로 여성 1인당 1.44명의 신생아들을 출산하면서 신생아 출산율이 폭락했던 2010년대에 비해서 그나마 훨씬 나아진 수치를 보이고 있다. 다만 1925년에 4.68명이라는 높은 수치에 비해서는 아직 매우 낮은 수치이다. 또한 고령화도 지속적으로 진행되고 있기에, 2018년 기준으로 평균 나이가 41.1세로 꽤나 높은 편이다. 또한 2020년 기준으로 사망률은 1,000명 당 약 10.3명이다.
대략 폴란드인들 중 60%가 주요 도심 지역에 몰려 살고 있으며, 40% 정도가 시골이나 교외 지역에 퍼져 살고 있다. 가장 인구가 많은 행정구역은 수도권역인 마조비아 지방이며, 최대 도시는 당연히 수도인 바르샤바 지역으로 약 180만 명의 사람들이 살고 있으며 수도권까지 합치면 약 310만 명의 사람들이 살고 있다. 또한 카토비세를 중심으로 한 상부 실레시아 지방이 530만 명의 사람들이 살고 있어 최대 규모의 연담도시권이다. 가장 크기도 작고 인구도 적은 지방은 오폴레 주로, 인구가 다 합쳐도 100만 명도 되지 않는다. 폴란드인 대부분은 크라쿠프나 브로츠와프 등 대도시들이 있는 폴란드 남부에 몰려 살고 있는 것이다.
2011년 폴란드 인구 조사에 의하면 전체 인구의 96.88%인 37,310,341명이 폴란드 국적을 가지고 있으며, 1.13%인 435,750명이 실레시아인, 17,746명이 카슈비아인이며 74,466명이 독일인 등이다. 나머지 사람들은 국적이나 민족 정체성을 보고하지 않았다. 그 외에 폴란드에 살고 있는 주요 소수민족들 중에는 유대인, 아르메니아인, 그리스인, 렘코스인, 루마니아인, 베트남인 등이 있다. 폴란드 민족의 주류를 이루고 있는 폴인들은 또다시 지역에 따라 카슈비아인, 실레시아인, 고랄인 등으로 나눈다. 2017년 기준으로 폴란드에서는 약 170만 명에 달하는 우크라이나인들이 해외 이주 노동자로 일하고 있다고 전한다.
폴란드인들은 혼란한 국내 정세 탓에 타 국가들에 비해서도 굉장히 해외 이주가 활발한 편이었으며, 특히 미국, 독일, 영국, 캐나다 등지로 이주한 사람들이 많았다. 미국에서 폴란드계들이 많이 거주하는 지역은 시카고 일대다. 또한 100여 년 전까지만 해도 폴란드 영토였던 리투아니아, 벨라루스, 라트비아 지방들에도 여전히 많은 수의 폴란드인들이 모여 살고 있다. 해외에서 살고 있는 폴란드 이민자들의 수를 합치면 전세계적으로 약 2,000만 명에 이를 것이라고 한다.

### 언어
공용어는 슬라브어파에 서슬라브어군에 속하는 폴란드어로 문자는 로마자를 사용하며, 체코어, 슬로바키아어와 가까운 언어이다. 현재에도 많은 40대 이상의 폴란드인은 러시아어를 알고 있지만, 젊은 세대는 거의 대부분 영어를 배우고 있으며, 체코어, 슬로바키아어도 일부 학교에서 가르치기도 한다. 하지만 주요 외국어는 영어, 러시아어, 독일어 순으로 배우고 있으며 제2외국어로 독일어나 프랑스어를 배우는 학생도 많다. 또한 프랑코포니 참관국이기도 하다. 일부는 체코어, 슬로바키아어를 아는 폴란드인이 1~5% 정도 있으며, 우크라이나어, 벨라루스어, 리투아니아어, 루신어 등을 사용하는 소수 민족들도 존재하고 있다.
폴란드의 유일한 국어이자 공용어는 폴란드어이며, 폴란드어는 폴란드에서뿐만 아니라 전세계로 퍼져 있는 폴란드 이민자들에 의해서도 널리 퍼져 있는 편이고 유럽 연합의 공식 언어들 중 하나이기도 하다. 한편 폴란드의 청각장애인들이 사용하는 폴란드 수화는 독일 수화의 일부이다. 또한 역사적으로 단일 국가였던 기간이 길었던 리투아니아에서는, 폴란드어가 제2 국어이기도 하여 대학과 학교 등에서도 가르친다. 본디 폴란드는 상당한 다민족 국가였으나, 세계 대전기를 거치면서 대부분의 소수 민족들이 박해받아 사라지면서 현재는 약 97%의 사람들이 폴란드어를 사용하는 언어적 단일국가이다.
폴란드에 살고 있던 사람들은 1800년대와 1900년대까지만 해도 수많은 언어들을 사용하면서 살아왔으나, 역사적으로 세계 대전과 소련 박해기 등을 거치면서 거의 대부분이 사라지고 말았다. 현재는 오직 15개의 소수 언어들만이 존재하는 데, 이들 중 그나마 두각을 드러내는 소수 언어는 카슈비아어 등이 있으며, 북부 카슈비아와 포메라니아 지방에서 약 366,000여 명의 사람들이 사용하고 있다.
현재 국가적 소수민족 언어의 지위를 획득한 언어들 중에서는 아르메니아어, 벨라루스어, 체코어, 독일어, 이디시어, 히브리어, 리투아니아어, 러시아어, 슬로바키아어, 우크라이나어 등이 있다. 또한 민족적 소수민족 언어를 획득한 언어들 가운데에는 카라임, 타타르어, 폴스카 로마 등의 언어들이 있다. 현재 폴란드인들 가운데 50% 이상이 기본적인 영어를 구사할 줄 알며, 38% 정도가 기본적인 독일어를 구사할 줄 안다.

### 종교

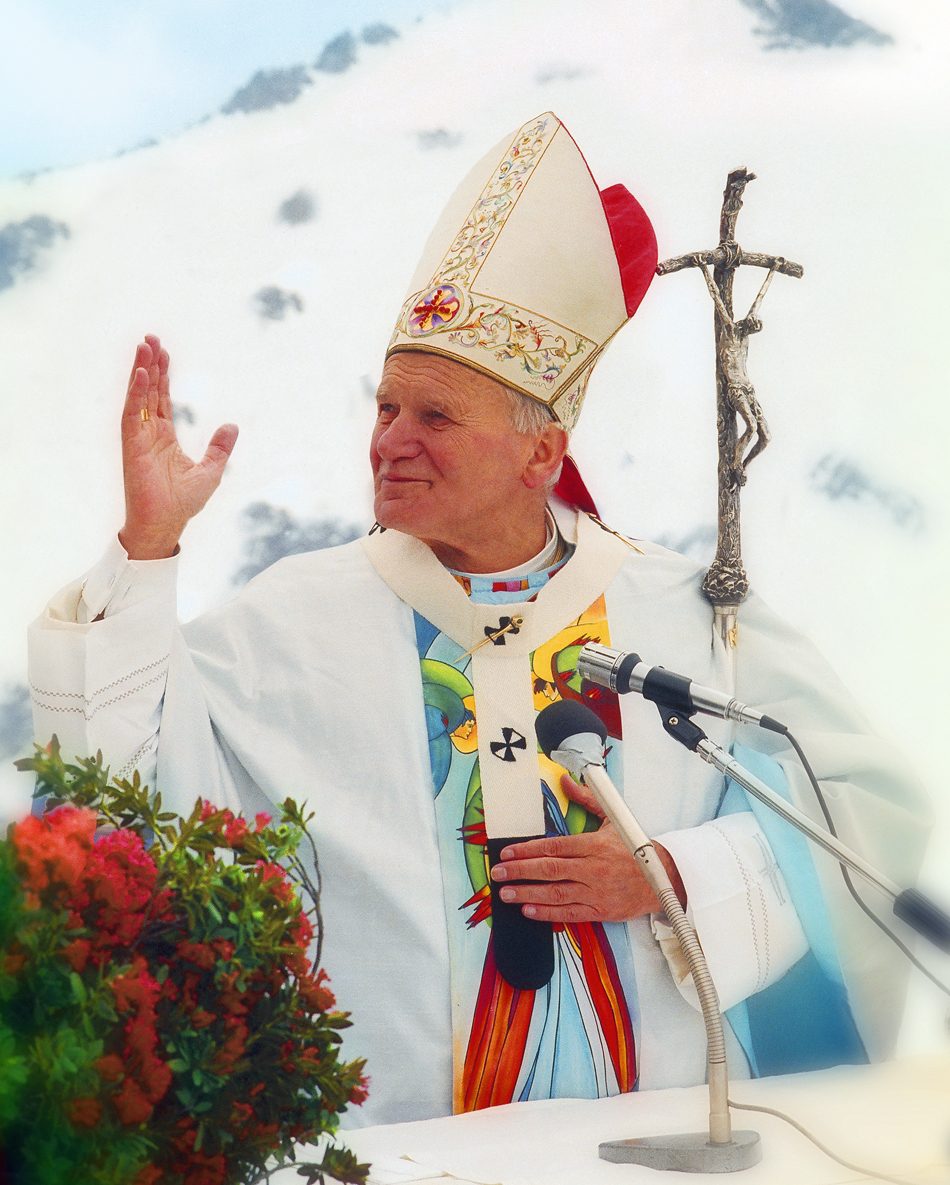
폴란드 출신의 요한 바오로 2세 교황

2015년 기준으로 전체 폴란드 시민들 가운데에 92.9%가 로마 가톨릭 교회를 믿는다. 또한 전체 인구의 94.2% 정도가 신을 믿으며, 3.1%가 무종교로, 유럽에서 가장 신실한 국가들 중 하나이기도 하다. 또한 전체 인구의 61.6% 정도가 종교를 생활에서 매우 중요한 요소로 꼽을 정도로 종교가 국가에서 차지하는 비중이 크다. 그러나 믿음과의 별개로 교회 출석률은 갈수록 낮아지고 있어서, 2018년 기준으로 전체 인구의 38%만이 일요일 미사에 참석했다고 전했다. 종교의 자유는 폴란드 헌법에 명시되어 있으며, 학교에서 종교를 가르칠 수도 있다.
기독교가 전래되기 전에는 폴란드 지방에서 이교가 성행하였으나, 996년에는 미에슈코 1세 공작이 기독교로 개종하고 로마 교황의 권위를 받아들인 직후부터 로마 가톨릭이 주류를 점하게 되었다. 그러나 국왕이 기독교를 받아들였다고 하여 지난 수 백년 동안 번성하던 이교가 한번에 사라지는 것은 아니었기에, 1030년대까지만 해도 기독교식 포교에 반대하는 수많은 반란들이 일어나기도 했다.
폴란드는 타 유럽 국가들에 비해서 상대적으로 종교적 관용 정책을 펼쳤다. 1264년에는 폴란드에서 유대인들에게 유럽 그 어디와 비교해도 획기적인 수준의 자치권을 부여하였으며, 1573년에 바르샤바 연맹 측에서는 폴란드 역사상 처음으로 종교의 자유를 공식적으로 선포하였다. 이는 1572년에 프랑스에서 성바르톨로뮤의 대학살이 일어난 것과는 굉장히 대비되는 행적이기도 했다. 폴란드 귀족들이 종교 갈등으로 인하여 프랑스에서 대혼란이 일어나는 것을 보고, 이를 막기 위하여 종교의 자유를 선포했던 것이다. 이같은 관용 정책은 폴란드 내에서 종교적으로 자유적인 분위기를 불러일으켜서, 칼뱅주의가 한때 유행하기도 했으며 심지어 무신론자가 공공연히 활동하기도 하면서 유럽에서 첫 공식적인 무신론자가 등장하기도 했다. 또한 폴란드 출신의 카롤 유제프 보이티와 추기경이 1978년 10월 16일부터 2005년 4월 2일에 선종할 때까지 요한 바오로 2세라는 이름으로 교황에 재위하며 로마 가톨릭 교회 전체를 이끌기도 했다.
현재 폴란드에서는 가톨릭이 주류이나, 정교도 506,800여 명 정도 있으며, 개신교인들도 15만 명, 루터교가 77,500여 명, 그 외에 여러 소수 기독교 종파들이 선교를 활발히 하고 있다. 또한 여호와의 증인도 126,827명이 있으며, 동방정교, 유대교, 이슬람교, 신이교주의 등도 활발히 활동하고 있다. 폴란드 내의 유명한 가톨릭 교회에는 검은 성모가 있는 체스토호바의 야스나 고라 수도원, 크라쿠프의 신성자비 수도원 등이 있다. 또한 크라쿠프 외곽에 있는 요한 바오로 2세의 전 생가도 유명한 관광지이다. 또한 세계에서 가장 거대한 예수상 또한 폴란드에 있다.

## 외교
영국-폴란드 관계

## 문화

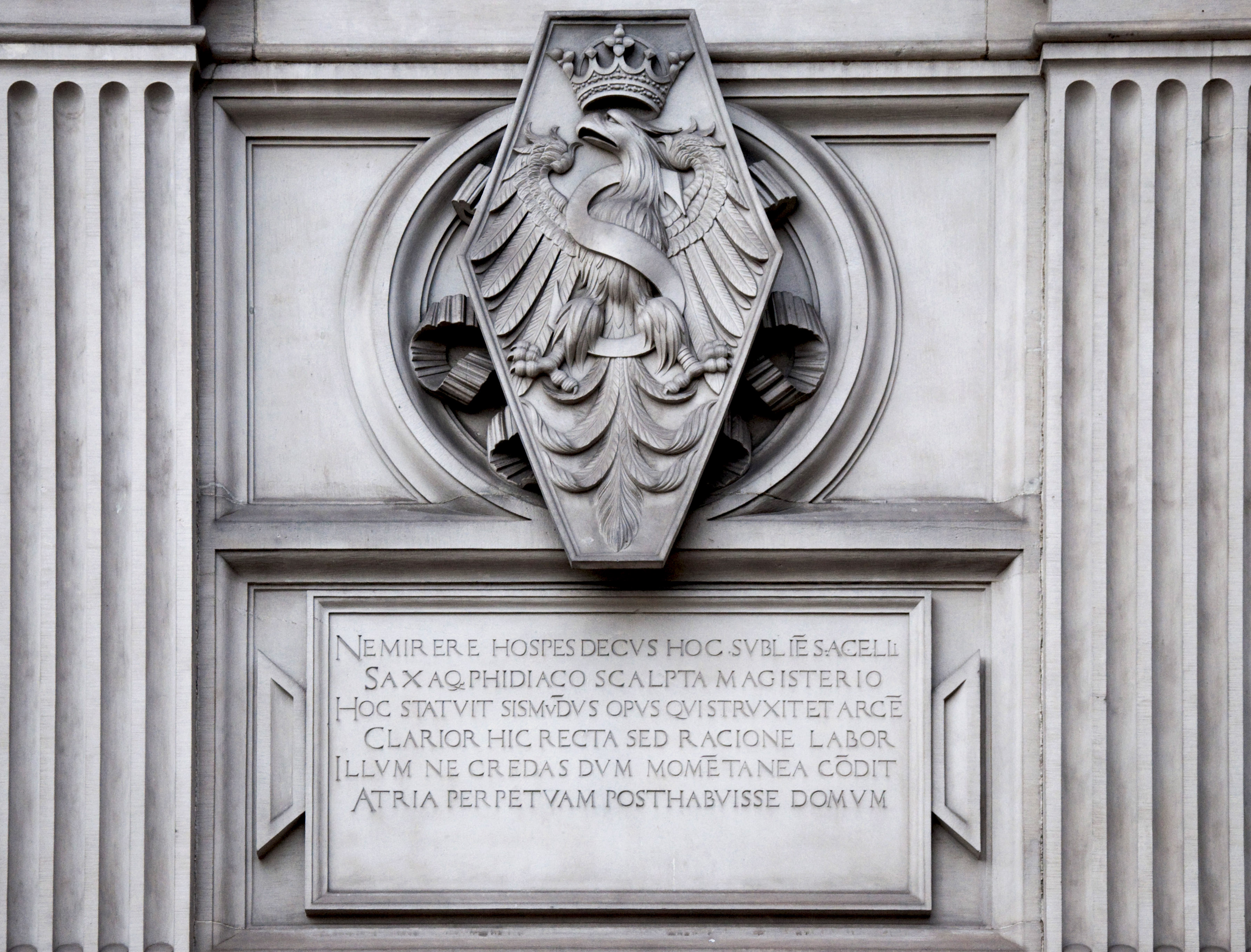
폴란드의 상징인 백색 독수리

폴란드의 문화는 천년이 넘는 역사 동안 발전해 왔으며, 옛날 폴란드-리투아니아 시절에는 유럽 최고의 강대국들 중 하나로 군림했던 만큼 서양 세계에 끼친 영향도 지대했다. 폴란드인들은 국가의 상징색 조합인 하얀색과 붉은색에 굉장히 자부심을 가지고 있으며, 이를 ‘bialo-czerwoni'라는 특수한 표현을 사용하여 표기하기도 한다. 또한 국장인 흰꼬리 독수리는 옷, 문양 등에서도 흔히 찾아볼 수 있다. 폴란드 문화에 깊이 심취하여 빠지는 이 행동을 ’폴로노필리아(Polonophilia)'라고도 한다.
폴란드의 문화는 역사적으로 서양과 지속적인 교류를 하면서 서로에게 영향을 주기도 하고 받기도 하면서 독자적인 문화 체계를 구축해왔다. 또한 해외의 예술 풍조를 따르는 것에도 타 국가들에 비하여 거부감이 현저히 적어 굉장히 자유로운 분위기였는데, 가장 대표적인 사례가 16세기와 17세기에 고대 로마 시대의 이집트 속주에서나 유행했던 관에 초상화를 그려넣는 풍습이 폴란드에 유행하기도 한 것이다. 나라가 굉장히 혼란스러웠던 19세기와 20세기에는 점차 사람들의 관심사가 정치, 경제 쪽으로 옮겨갔으며, 자연스레 예술 사조도 인근 국가들보다 더 속세적인 성향을 띠었다.

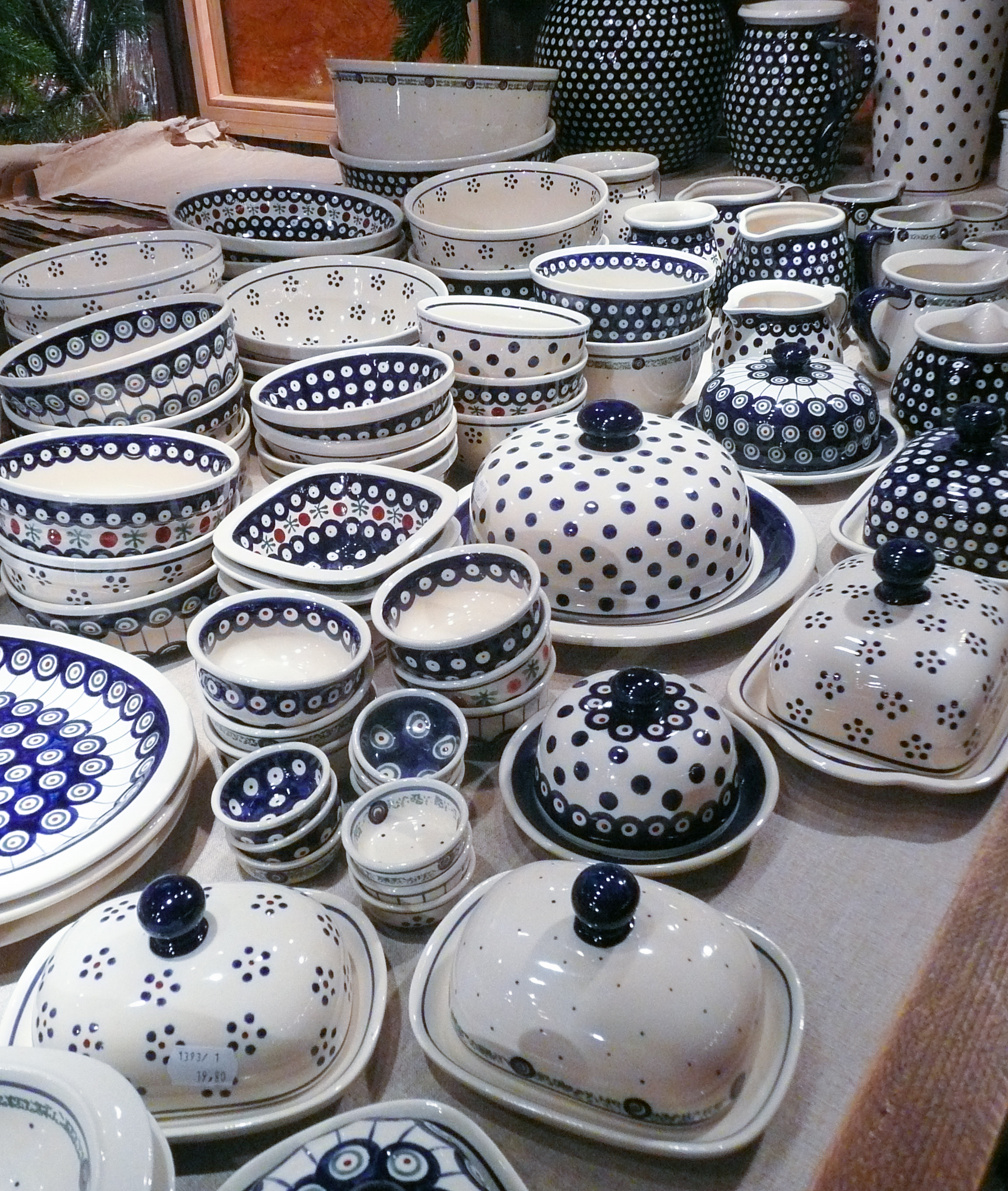
폴란드 도자기

폴란드는 문화적 가치가 있다고 평가받는 고건축물들을 ‘폴란드 국가유산’으로 지정하여 보호하고 있는데, 현재 100여개가 넘는 건물들이 폴란드 국가유산으로 지정되어 있으며, 이들 중 16개는 유네스코 세계문화유산이기도 하다. 또한 고딕 양식의 성들도 굉장히 유명하며, 웅장한 성당들과 도시들, 마을회관, 시장 광장 등도 그 아름다움으로 정평이 나있다. 폴란드 도시 대부분은 중세 시대에 지어진 것으로 거의 시장 광장을 중심으로 확장해나가는 구조를 가지고 있는데, 이 구조가 현대까지도 거의 변하지 않아 당시의 정취를 느낄 수 있어 많은 사람들이 찾고는 한다.

### 공휴일
폴란드에는 총 13일의 국가 지정 공휴일이 있다. 1월 1일의 새해, 1월 6일의 주현절, 부활절을 낀 일요일과 월요일, 5월 1일의 노동절, 5월 3일의 제헌절, 오순절, 성체성혈 대축일, 8월 15일의 군대의 날, 11월 1일의 모든 성인 대축일, 11월 11일의 독립기념일, 12월 25일과 26일의 크리스마스 휴일 등이 폴란드의 공휴일이다.
폴란드에서는 유럽 그 어디에서도 찾아보기 힘든 독특한 문화가 존재한다. 크리스마스 바로 전날인 12월 24일, 즉 크리스마스 이브는 공휴일도 아니지만, 1년 내내 가장 성대하게 기념하는 날들 중 하나이다. 또한 12월 24일에는 예수가 구유에서 태어난 것을 기념하기 위하여 식탁 아래에 요람을 깔아 놓는다. 또한 손님을 초대하여 크리스마스 와플을 나누어 먹으며 12개의 코스로 된 성대한 저녁을 먹으며, 함께 샛별이 뜨는 것을 보기도 한다. 또한 저녁을 먹을 때에는 예상 밖의 손님을 기다린다는 상징적인 의미로 식탁 한구석에 빈 그릇과 식기를 올려놓고 비워둔다. 대도시에서는 잘 이루어지지 않으나 조그만 소도시나 마을에 남아있는 풍습도 있는데, 크리스마스 휴일 때에 캐롤을 부르는 사람들이 마을을 돌아다니며 사람들을 축복해주기도 한다.
부활절에서 약 52일 전인 ‘풍요의 목요일’은 옛 폴란드에서 부활절을 앞둔 금식 기간 직전에 마지막으로 풍요로운 만찬을 즐겼던 것을 기념하던 날인데, 이 풍습이 아직도 남아있어 폴란드인들은 이 목요일에 도넛을 먹고는 한다. 또한 부활절의 일요일에는 달걀에 색을 칠하여 바구니에 담아 축복을 비는 의미로 집이나 교회 등에 놔두기도 한다. 부활절을 낀 월요일에는 소녀들과 소년들이 물싸움, 혹은 베개싸움을 하면서 즐겁게 파티를 열고, 그 해의 풍년을 기원하는 행사를 연다. 모든 성인의 날에는 가족들이 조상이나 죽은 친척들의 무덤을 찾으며, 이 때에 묘비석들이 새롭게 단장되며 예를 표할 때에는 일부러 조의의 의미로 묘비석 앞에 촛불을 여러 개 켜두기도 한다.

### 음악

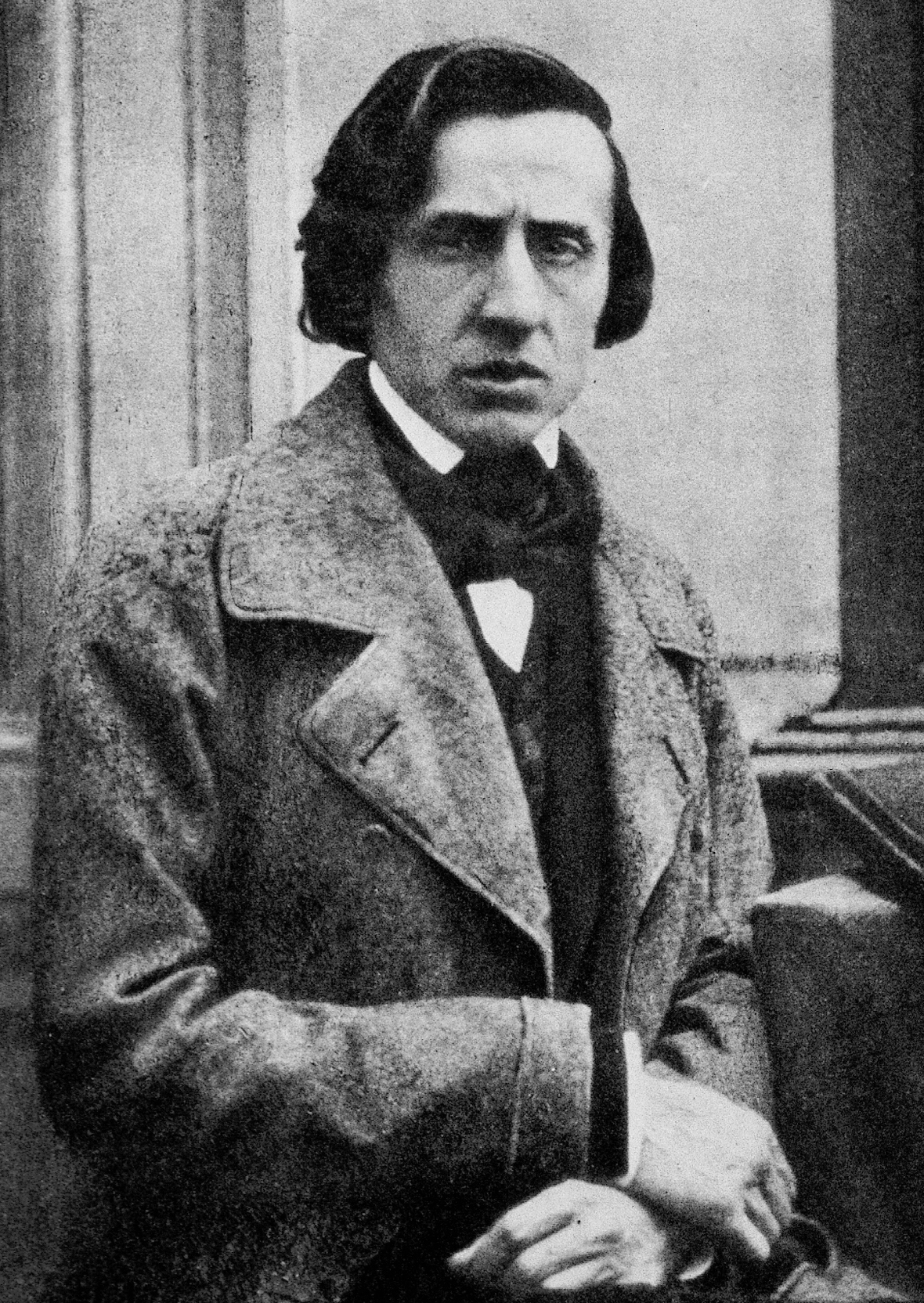
프레데리크 쇼팽

폴란드에서는 여러 저명한 음악가들이 등장하였는데, 가장 대표적으로 프레데리크 쇼팽, 아르투르 루빈스타인, 파데레프스키, 헨리크 비에니아프스키 등이 있다. 그 외에도 다양한 지역 민속음악들로 구성되어 있는 폴란드 전통음악도 있는데, 이 전통음악 장르는 근현대까지도 발전을 거듭하여 디스코 폴로 등의 장르를 새롭게 개척하기도 했다.
폴란드 음악은 13세기 전부터 그 기원을 찾을 수 있는데, 프랑스의 노트르담 음악원에서 집필한 다성부 악보가 폴란드에서 발견된 적도 있으며, 폴란드 전통의 멜로디, 혹은 국왕의 대관식 때에 사용된 ‘신이 나셨도다’라고 하는 신원의 미상의 작곡가가 작곡한 곡도 있다. 다만 최초로 기록된 음악가는 15세기에 활동했던 니콜라스이다. 또한 이탈리아에서 태어나 크라쿠프에 이주한 디오메데스 카토 또한 지그문트 3세의 궁정에서 활동하며 그 이름을 알렸다.
17세기와 18세기에 폴란드 작곡가들은 주로 미사에 사용할 전례 음악을 작곡하였으며, 세속 음악으로는 소나타나 협주곡을 많이 발표하였다. 18세기 말에는 폴란드 클래식 음악이 폴로네즈라고 칭하는 폴란드만의 독특한 춤곡으로 발전하였다. 1794년에는 폴란드 최초의 오페라가 상연되기도 하였다.
폴란드 전통 민속음악은 폴란드 음악계에 지대한 영향을 끼쳤는데, 가장 유명한 폴란드 음악가인 프레데리크 쇼팽도 예외는 아니었다. 쇼팽은 민속음악에서 영감을 받아 곡을 작곡하기도 하였으며, 천재적인 재능을 통하여 깊이있는 곡들을 많이 발표하였다. 또한 피아노 소나타, 마주르카, 왈츠, 야상곡, 폴로나세, 연습곡, 서곡 등 여러 혁신적인 곡작들을 음악계에 많이 도입하였으며, 폴란드 민속 음악의 영향을 받아 여러 폴로네즈들을 발표하기도 했다. 나중에는 폴란드 출신 후계 음악가들이 쇼팽의 곡에서 영감을 받아 곡을 따로 작곡하기도 했다.
폴란드는 현재도 음악 활동이 활발하게 이루어지고 있는데, 대중적인 장르는 재즈나 메탈 등이 있다. 폴란드의 유명 재즈 음악가에는 크쥐시토프 코메다 등이 있으며, 1960년대와 70년대에 그 이름을 날렸으며 자신만의 독특한 스타일을 완성하여 현재까지도 대중들의 인기를 끌고 있다. 폴란드에서는 대규모 음악 페스티벌들도 다수 열리는데, 가장 대표적인 것이 오프너 페스티벌, 오폴 페스티벌, 소폿 페스티벌 등이 있다.

### 건축

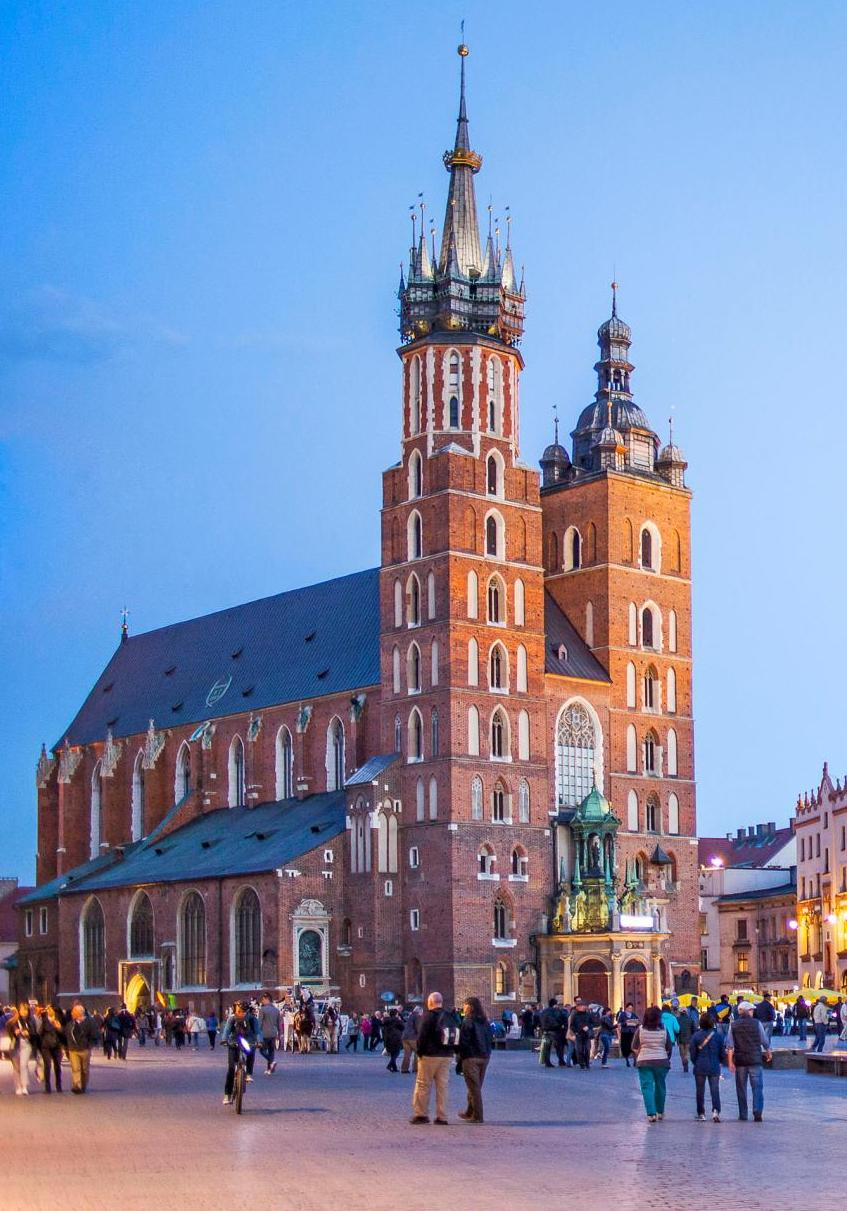
크라쿠프의 세인트메리 대성당

폴란드에는 여러 종류의 유럽 건축 양식들이 모두 녹아들어가 있다. 크라쿠프의 세인트앤드류 성당은 로마네스크 양식으로 지어져 있으며, 그단스크의 세인트메리 성당은 고딕 양식으로 지어져 있다. 또한 포츠난의 시청회관 등의 건물을 보면 공통적으로 굉장히 화려하게 벽면과 아케이드를 가지고 있는데, 이는 르네상스 양식에서 영향을 받은 것이라고 할 수 있다. 또한 키엘체에 있는 주교궁은 르네상스 후기 양식으로 지어져 있으며, 바로크 초기 양식도 일부 들어가 있다.
폴란드에서는 예로부터 많은 건물들이 세워져 있었으나, 역사적 풍파를 거치며 훼손되거나 파괴된 것이 매우 많은 편에 속한다. 그럼에도 불구하고 일부 고대 성채나 성당들은 아직까지도 겨우 살아남아 왔고, 일부는 바벨 성처럼 부분복구되기도 하였으며, 바르샤바의 구시가지와 궁전, 그단스크의 구시가지처럼 전쟁을 거치면서 파괴된 것을 아예 완전히 개건한 것도 있다. 그단스크 시의 건축 양식은 발트 해와 북중부 유럽의 건축양식의 그것과 굉장히 유사한데, 고딕 양식을 주로 하고 있다. 브로츠와프의 경우에는 몇 백년 동안 신성로마제국의 일부였던 탓에 독일의 건축 양식과 굉장히 비슷하다. 폴란드의 옛 수도였던 크라쿠프의 경우, 고딕 양식과 르네상스 양식의 건물들이 유럽에서 가장 잘 보존된 도시들 중 하나로 꼽힐 정도로 그 보존 상태가 양호하기도 하다.
폴란드에서는 17세기 초중반 동안에는 바로크 양식이 대대적으로 유행하였으며, 실레시아 바로크 양식 등이 이때 등장하였다. 또한 바르샤바 등 대도시 등지에서는 화려한 귀족 중심 문화였던 로코코 양식이 유행하기도 했다. 폴란드의 최후의 왕이었던 스타니스와프 2세의 재위기에는 폴란드 고전주의 양식이 유행하였다. 그 외에도 신고전주의 양식, 고딕복고양식 등도 한때 인기를 끌었으며, 나중에는 각 양식들을 절충한 건물들이 등장하기도 했다.
폴란드의 도시의 경우 시대에 따라 유행이 많이 바뀌었으나, 교외나 시골 지역의 경우에는 일관되게 비슷한 건축 양식을 유지했다. 시골 건물들의 경우 나무와 붉은색 벽돌을 주 재료로 사용하였으며, 이 중에는 전쟁을 겪고도 살아남은 건물들도 많아 실레시아 지방에는 고대 석조 신전들도 있으며 폴란드 남부 지방에는 목조 성당들도 일부 남아 있다. 그 외에도 농가, 방앗간, 외양간 등 생활에서 쓰이던 건물들이 그대로 현재까지 보존되어 남아있는 것을 볼 수도 있다. 다만 전통 건축법으로 지어지던 건물들은 20세기 중반부터 점차 현대식 건물들에게 밀리기 시작하였으며, 현재에는 거의 찾아볼 수 없다.

### 음식

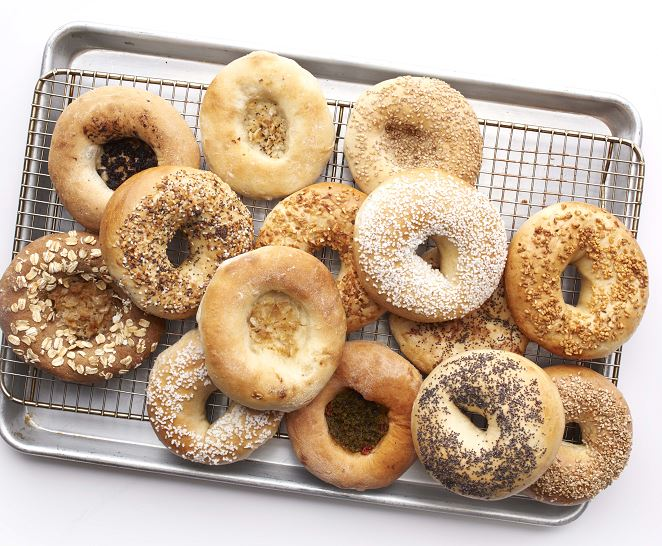
폴란드에서 유래한 음식인 베이글

폴란드의 식문화는 지난 수 백년 동안 발전해오면서 굉장히 다채로운 성향을 띠게 되었는데, 특히 역사적으로 타국의 영향을 자연스레 많이 받았으며 독일과 오스트리아, 유대계, 프랑스, 이탈리아, 터키 등의 음식문화와 굉장히 유사한 면이 많다. 폴란드 음식은 특히 돼지고기, 닭고기, 소고기 등을 중심으로 고기를 많이 사용하며, 겨울 채소, 향신료 등을 많이 사용한다. 또한 타 유럽 국가들에 비하여 여러 종류의 면요리가 발달되어 있는 편이다. 또한 ‘클루스키’라고 불리는 만두 요리도 유명하며, ‘카샤’라고 불리는 전통적 시리얼 종류도 즐겨 먹는다. 또한 세계적으로 유명한 빵 종류인 베이글도 폴란드에서 유래한 것이다. 폴란드 요리는 육류 외에도 크림과 달걀을 많이 사용하며, 이 때문에 꽤나 기름지고 무거운 편이다. 특히 크리스마스 이브나 부활절에는 더더욱 화려하고 무거운 음식들을 성대하게 차려 먹는다.
폴란드의 메인 요리들 중에서는 빵가루를 묻혀 튀긴 포크커틀릿, 닭요리, 채소요리, 샐러드, 등이 있다. 또한 뿌리채소를 레몬과 설탕, 혹은 당근이나 셀러리 등과 섞어 먹는 요리들도 즐겨 먹는 편이다. 부재료로는 주로 감자, 쌀, 시리얼 등을 사용한다. 디저트는 치즈케익이나 페스츄리, 크림파이 등 달달한 음식을 주로 먹는다.
폴란드의 국민음식에는 고기와 소시지에 채썬 양배추 절임 등을 넣어 끓인 비고스, 동유럽식 만두인 피에로기, 소시지 종류인 키엘바사, 빵가루를 묻혀 튀긴 고기 요리인 코틀렛, 양배추를 고기에 싸서 소스를 뿌려먹는 요리인 골라브키, 양배추 롤, 고기 등을 말아만든 요리인 롤라드, 오이 수프, 버섯 수프, 토마토 수프, 폴란드 전통 고기 수프인 로솔, 비트 수프 등이 있다.
음료의 경우에는 전통적인 꿀술을 즐겨 마시며, 무려 13세기부터 꿀술을 만들어 먹었다는 기록이 있을 정도이다. 그 외에도 맥주, 와인, 보드카 등을 주로 마신다. 세계에서 처음으로 ‘보드카’라는 단어를 표기한 기록이 발견된 곳이 바로 폴란드이기도 하다. 가장 인기있는 알코올 음료는 현재 맥주와 와인이나, 1980년대와 1990년대까지만 해도 러시아의 영향으로 보드카가 가장 인기있었다. 커피는 18세기 유입된 이래 생활속에 완전히 자리잡으며 대중음료로 변해갔으며, 차는 19세기에 전래되어 지금까지도 즐겨 마시고 있다. 그 외에도 암반수나 주스 등도 잘 마시며, 20세기 후반부터는 패스트푸드 문화가 발달하면서 코카콜라, 펩시 등이 유입되었다. 그 외에 버터밀크, 양젖 발효음료인 케피르 등도 유행하고 있다.

### 스포츠

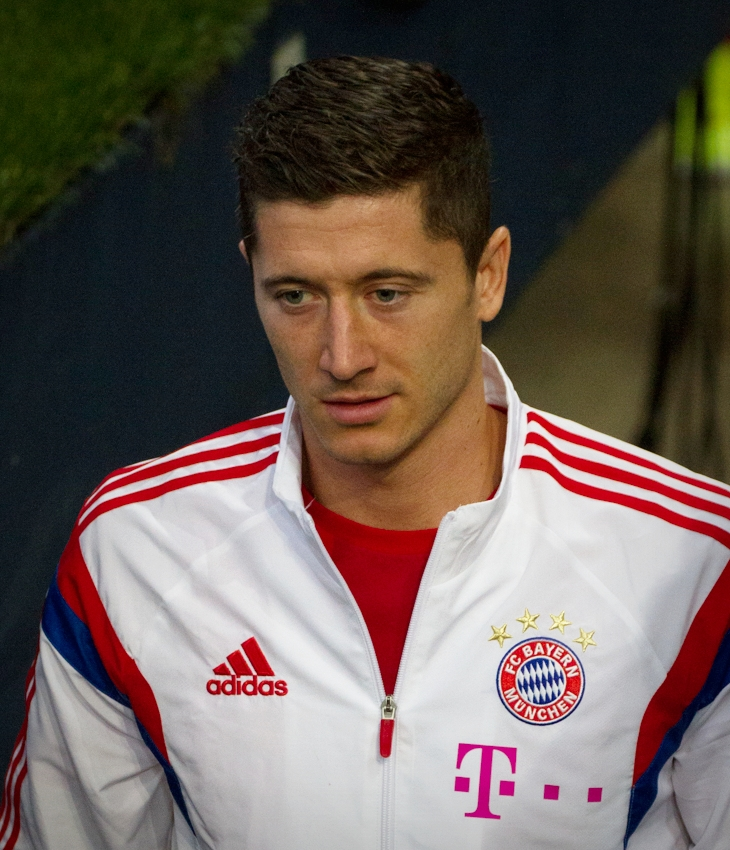
로베르트 레반도프스키

폴란드에서 가장 인기있는 스포츠 종목은 배구와 축구이며, 여러 차례 국제전에도 출전한 경험이 있다. 그 외에도 육상경기, 농구, 핸드볼, 복싱, MMA, 모터사이클, 스키점프, 스키, 아이스하키, 테니스, 펜싱, 수영, 역도 등이 인기가 많다.
폴란드 축구의 황금기는 1970년대에서 1980년대 초까지로, 이때 폴란드 축구 국가대표팀은 1974년과 1982년 FIFA 월드컵에서 동메달을 차지하면서 역사상 최고의 기록을 쓰곤 하였다. 1972년 하계 올림픽에는 금메달을 획득하였으며, 1976년 올림픽과 1992년 올림픽에도 각각 은메달을 목에 걸기도 하였다. 2012년에는 UEFA 유럽 축구 챔피언십을 개최하기도 하였다.
2019년 기준으로 폴란드 남자 배구 국가대표팀은 세계 랭킹 3위로 굉장히 높은 수준을 유지하고 있다. 1976년 몬트리올 올림픽에서는 금메달을 차지하였으며, 1974년, 2014년, 2018년 FIVB 챔피언십에서도 금메달을 따낸 바 있다. 또한 폴란드 출신인 마리우스 푸지아노스키는 세계에서 가장 유명한 장사들 중 하나로, 2008년에 ‘세계에서 가장 강한 남자’라는 타이틀을 5번 이어 따내는 데에 성공하면서 세계에서 가장 강하다는 명성을 누리기도 하였다. 폴란드는 토마시 골롭, 즈말즐리크 등 쟁쟁한 세계구급 선수들 덕에 모터사이클 레이싱에서도 선두 국가로 이름을 날린 바 있다. 폴란드 모터사이클 국가대표팀은 세계적으로도 알아주는 팀들 중 하나이다. 폴란드는 산악 분야에서도 나름 이름이 있는데, 폴란드 출신의 산악인들이 히말라야 등과 그 최고봉들을 연이어 등정하는 데에 성공하기도 했다. 또한 폴란드의 산지는 워낙 그 산세가 험준하고 아름다워 산악인들만의 문화가 발달할 수 있었던 것이다. 대표적으로 하이킹, 절벽오르기, 스키, 산악자전거 등이 많이 발달되어 있다. 여름의 경우에는 수영, 카누, 카약, 항해, 윈드서핑, 낚시 등 물놀이가 북부 지방을 중심으로 많이 일어난다.

### 폴란드 정부
- (폴란드어/영어) 폴란드 홍보 사이트 보관됨 2008-10-29 - 웨이백 머신
- 폴란드 정부 홈페이지
- 폴란드 대통령 홈페이지 보관됨 2018-07-17 - 웨이백 머신
- 폴란드 상원 홈페이지 보관됨 2009-07-11 - 웨이백 머신
- (폴란드어/영어) 폴란드 외무부
- (한국어) 폴란드 투자청 정보
- (폴란드어/영어) 폴란드의 문화유산 보관됨 2011-06-24 - 웨이백 머신
- (폴란드어/한국어/영어) 주한 폴란드 대사관

### 대한민국 정부
- (한국어/폴란드어) 주폴란드 대한민국 대사관

### 여행 정보
- (폴란드어/영어) Wikivoyage 폴란드